# Dottore (Doctor Who)
Il Dottore (The Doctor) è un personaggio immaginario e il protagonista della serie televisiva fantascientifica Doctor Who, prodotta e trasmessa nel Regno Unito dalla BBC a partire dal 1963. È inoltre apparso in due film cinematografici e diversi romanzi, fumetti, audio-book, nonché in altre serie televisive connesse a Doctor Who.
Grazie alla capacità del personaggio di rigenerarsi al momento della morte, il ruolo del Dottore è stato interpretato da diversi attori (si veda la spiegazione dettagliata nella sezione Le diverse rigenerazioni).
La popolarità del personaggio ha portato il Daily Telegraph a nominarlo "alieno preferito del Regno Unito", mentre il sito UGO Networks l'ha inserito nella lista dei migliori eroi di tutti i tempi.

## Ideazione
Il personaggio del Dottore venne concepito da Sydney Newman, all'epoca Head of Drama (responsabile delle fiction tv) della rete britannica BBC. C. E. Webber, membro dello staff di sceneggiatori della BBC che venne ingaggiato per aiutare nel progetto, scrisse nel 1963 la prima copia di quella che sarebbe divenuta la serie televisiva Doctor Who – chiamata ancora con il titolo provvisorio The Troubleshooters. Nel documento, Webber descrisse il personaggio come «un uomo maturo, tra i 35 e i 40 anni, che vivrà degli eventi imprevisti». Tuttavia, a Newman non piacque del tutto la sua idea e praticò diversi cambiamenti al personaggio, chiamandolo "Dottore": un irritabile anziano che pilota una macchina del tempo rubata ed è in fuga dal suo stesso mondo nel futuro.
Nel 1963 il ruolo venne affidato all'attore William Hartnell. Quando, dopo tre anni, Hartnell lasciò la serie per problemi di salute, il ruolo passò al collega Patrick Troughton. Il personaggio è stato interpretato da quindici diversi attori; la più longeva reincarnazione fu la quarta, interpretata da Tom Baker. L'Undicesimo Dottore è stato impersonato da Matt Smith, che a ventisei anni è stato finora il più giovane interprete del personaggio.
Esiste una versione alternativa del personaggio creata per i film cinematografici diretti da Gordon Flemyng nel 1966 (Dr. Who and the Daleks e il suo seguito Daleks - Il futuro fra un milione di anni) e interpretato da Peter Cushing. Questo Dottore si presenta sin dall'inizio come "Dr. Who" ed è un eccentrico scienziato terrestre che ha costruito il TARDIS.

## Biografia del personaggio
Il Dottore: Un cacciavite.

A.: Sei il dottore o un elettricista?

D.: Non lo so [...] ho la manutenzione dell'universo.»
(Il Decimo Dottore in L'acqua di Marte; questa conversazione sintetizza in maniera efficace l'essenza del personaggio.)
Il Dottore è un Signore del Tempo (Time Lord), un extraterrestre proveniente dal pianeta Gallifrey, che viaggia nel tempo e nello spazio con una macchina del tempo chiamata TARDIS. Egli esplora lo spazio in modo casuale, usando la sua vasta conoscenza della scienza, delle culture, delle tecnologie e della storia per affrontare i problemi che gli si presentano davanti, salvando da singole vite a, in più occasioni, l'universo intero. Non gli è permesso, tuttavia, intervenire nel caso si tratti di un «punto fisso nel tempo e nello spazio» che non può essere appunto mutato.
Il Dottore viaggia tradizionalmente con uno o più compagni di viaggio che lo affiancano nelle sue avventure.

### Infanzia
Il Dottore fu scoperto vicino al confine con un'altra dimensione o realtà da un viaggiatore "Shobogan" di nome Tecteun, che lo adottò. Il bambino dimostrò presto la capacità di rigenerarsi in maniera naturale e grazie agli studi di Tecteun, questa abilità venne incorporata nella genetica di alcuni Shobogan, cosa che divenne la base della creazione dei Signori del tempo. Dopo avergli fatto effettuare molte rigenerazioni Tectuen incluse il bambino in un'associazione segreta, e la segretezza di questa organizzazione richiese infine che al bambino venissero cancellati tutti i ricordi fino a quel punto.
La successiva infanzia del Dottore viene solo accennata. Così come il Maestro, egli divenne parte di una fazione dei Signori del Tempo chiamata Prydonian. L'Ottavo Dottore ha accennato a un ricordo di suo padre, mentre il Terzo ha raccontato di essere cresciuto in una casa sul fianco di una montagna. La sua camera da letto apparentemente si trovava dentro ad un granaio, lo stesso che viene visto nel Cinquantenario di Doctor Who.
All'età di otto anni il Dottore sarebbe stato iniziato all'Accademia dei Signori del Tempo, sebbene non fosse considerato idoneo per l'istituzione e venisse spronato invece a una carriera da soldato. Durante la cerimonia di ingresso nell'Accademia i bambini venivano costretti a guardare all'interno del vortice temporale dei Signori del Tempo; secondo il racconto del Dottore, alcuni ne venivano ispirati, altri ne uscivano pazzi e altri ancora scappavano via alla sola vista. Egli sostiene di essere uno tra quelli che fuggirono via, e di non essersi ancora fermato.
In un episodio il Dottore entra in contatto telepatico con Madame de Pompadour ed ella, vedendo il suo passato, lo definisce un uomo triste e solitario. Quando Martha Jones gli chiede invece se abbia un fratello, lui risponde di non averlo più e di essere rimasto solo. Viene invece fatto più volte riferimento alla sua amicizia con il Maestro, prima che questi diventasse un suo nemico.

### Eventi della trama diDoctor Who

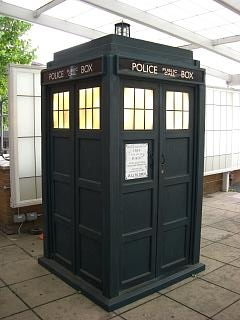
Il TARDIS utilizzato nella nuova serie (2005-2010)

Il personaggio è inizialmente avvolto nel più totale mistero, tanto che di lui non si conosce né il nome né da dove provenga. Nella prima stagione, due insegnanti londinesi, Barbara Wright e Ian Chesterton, si incuriosiscono di una loro alunna, Susan Foreman, che dimostra un'inusuale intelligenza e sapienza per la sua età. I due seguono la ragazza fino a trovarsi davanti a una police box (una cabina telefonica della polizia britannica), dalla quale sentono arrivare la sua voce. Spingendosi al suo interno, Barbara e Ian scoprono che l'aspetto esterno è in realtà un camuffamento che nasconde una macchina del tempo chiamata TARDIS. Questa è pilotata da un uomo, chiamato «nonno» dalla ragazza, che rapisce i due insegnanti affinché non possano rivelare ciò che hanno visto, portandoli con sé nelle sue avventure spazio-temporali.
Durante la prima incarnazione il Dottore incontra per la prima volta i Dalek e i Cyberman; in seguito muore di vecchiaia. Polly e Ben Jackson sono testimoni della sua rigenerazione nel Secondo Dottore.
Jamie McCrimmon accompagna il nuovo Dottore fino alla sua morte; insieme si scontrano nuovamente con i Dalek e i Cyberman, ma incontrano anche nuovi nemici (la Grande Intelligenza e i Guerrieri di Ghiaccio). Il Secondo Dottore fa inoltre la conoscenza del brigadiere Lethbridge-Stewart, che diventa uno dei fondatori dell'organizzazione militare nota come UNIT, e viene esiliato sulla Terra dai Signori del Tempo. È inoltre il primo a utilizzare il cacciavite sonico (sonic screwdriver), attrezzo dagli infiniti usi che lo accompagnerà in tutte le incarnazioni successive. Dopo aver sconfitto il Capo della Guerra ("War Chief") che aveva trasportato soldati da tutte le epoche umane su un altro pianeta per i Giochi di Guerra, il Secondo Dottore è costretto a chiedere l'aiuto del suo popolo. Per tutta risposta, pur riconoscendo i meriti del Dottore, il Tribunale lo condanna alla rigenerazione forzata e all'esilio. Sia il sito della BBC sia i romanzi originali affermano che il Secondo Dottore avrebbe comunque continuato le sue attività in segreto come agente segreto dei Signori del Tempo, come appare negli episodi The Three Doctors, The Five Doctors e The Two Doctors, prima di essere costretto a rigenerarsi.
Il Terzo Dottore (il primo ad apparire a colori) è quindi intrappolato sulla terra e collabora con la UNIT fin quando non viene rilasciato dall'esilio per aver salvato Gallifrey dalla minaccia di Omega. Galante, dandy e abile nelle arti marziali (in particolare l'Aikido Venusiano), il Terzo Dottore si scontra con avversari mai visti in precedenza, come gli Autons, il Maestro, Omega, i Sontaran e i Siluriani. Al suo fianco in questa fase troviamo il Brigadiere Lethbridge-Stewart, il Sergente Banton, le scienziate Liz Shaw e Jo Grant, e la giornalista Sarah Jane Smith. Il Terzo Dottore viene colpito dalle radiazioni sul pianeta Metebellis III, popolato da ragni, e si rigenera poco dopo al Quartier Generale della UNIT, sotto gli occhi del Brigadiere e di Sarah Jane.

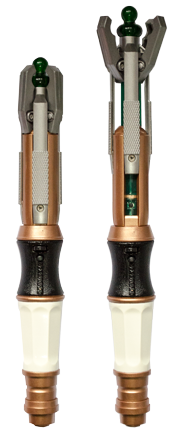
Il cacciavite sonico (modello del 2010)

Il Quarto Dottore, pur essendo libero dall'esilio, è costretto a compiere alcune missioni per conto dei Signori del Tempo; viene accompagnato da Sarah Jane e si scontra per la prima volta con gli Zygon, ma soprattutto con Davros, lo scienziato pazzo creatore dei Dalek, che diventa suo mortale nemico. Ha modo inoltre di avere a che fare con la Sorellanza di Karn, aiutandola a combattere contro la minaccia di Morbius, un Signore del Tempo macchiatosi di gravi crimini di stato. Il nuovo Dottore è un bohémien con idee pacifiste e un forte umorismo. Quando la quarta incarnazione del Dottore viene accusata dell'omicidio del Presidente dell'Alto Consiglio dei Signori del Tempo e condannato a morte, riesce comunque a far ritardare l'esecuzione e a ottenere un processo, scontrandosi infine con il Maestro, ridotto a un mostro in putrefazione e artefice della falsa accusa, il cui scopo è usare l'Occhio dell'Armonia per rigenerarsi. In seguito, il Quarto Dottore viene affiancato dal robot K-9 e dalle due prime incarnazioni di Romanadvoratrelundar (Romana), anch'ella proveniente da Gallifrey, e viene mandato alla ricerca dei sei segmenti delle Chiavi del Tempo. Romana II rimarrà infine in un piccolo universo tascabile noto come E-Space. Il Quarto Dottore muore a causa del Maestro per la caduta dalla torretta di comando di un radiotelescopio.
Il Quinto Dottore si scontra nuovamente con il Maestro, i Sontaran e i Siluriani. In un'occasione incontra tre delle sue precedenti incarnazioni per affrontare una minaccia proveniente da Gallifrey e, a causa di un paradosso temporale anche il Decimo Dottore. Il Quinto Dottore e la sua compagna di viaggio, Peri Brown, approdano infine sul pianeta Androzani Minor, dove vengono esposti a una sostanza letale presente sul pianeta, nella sua forma grezza chiamata "spectrox". Essendoci solo una dose di antidoto, il Dottore la offre generosamente a Peri. La ragazza si salva mentre il Dottore muore rigenerandosi.
Il Sesto Dottore subisce un secondo processo da parte dei Signori del Tempo; a occuparsi del caso è il Valeyard, un pubblico ministero della Corte dei Signori del Tempo. Il Valeyard cerca di incastrare il Dottore alterando la verità riguardante i fatti del suo passato per farlo apparire come un genocida. Il Maestro rivela al Dottore che il Valeyard è il lato oscuro del protagonista creatosi fra la sua Dodicesima e la sua ultima rigenerazione. Rani, una scienziata proveniente da Gallifrey antagonista del Dottore, provoca successivamente la morte e la rigenerazione del Sesto.
Dopo avere viaggiato con Melanie Bush per un'intera stagione il Settimo Dottore viene accompagnato da una ragazza con la passione per gli esplosivi, di nome Dorothy ma soprannominata Ace, per la quale il Dottore diviene una sorta di mentore (o, come dice lei, "professore"). Insieme i due riescono apparentemente a distruggere il pianeta nativo dei Dalek, Skaro, che ricompare tuttavia ancora intero quando il Maestro viene sottoposto a processo dai Dalek e poi ucciso. Il Dottore riceve l'incarico di recuperarne le ceneri, ma si tratta di un piano diabolico del Maestro, che provoca un dirottamento del TARDIS, facendolo materializzare a San Francisco. Il Settimo Dottore viene ferito da un colpo di pistola e portato all'ospedale, ma muore poco dopo sotto intervento.
L'Ottavo Dottore nasce in obitorio e soffre temporaneamente di amnesia a causa dei medicinali umani somministratigli durante la rigenerazione. Il Maestro tenta di rubargli le vite rimastegli, ma viene infine sconfitto e creduto morto. Dell'Ottavo Dottore sappiamo inoltre che ha vissuto almeno un'avventura con il Secondo Dottore, di cui è stata testimone un'eco di Clara Oswald, futura compagna dell'Undicesimo Dottore.
L'Ottavo Dottore agisce successivamente per salvare le vittime innocenti dell'Ultima Grande Guerra del Tempo (conflitto scoppiato tra i Signori del Tempo e i Dalek) ma durante la guerra il Dottore si schianta sul pianeta Karn, dimora della Sorellanza di Karn, che ha la capacità di rianimare temporaneamente il Dottore ormai morto. La Sorellanza gli offre un elisir per creare una nuova rigenerazione diversa dalle altre, non un Dottore ma un Guerriero (in quanto sopraffatto dall'istinto bellico), ritenendola necessaria per concludere la Guerra del Tempo. Questa rigenerazione, identificata nei titoli di coda del miniepisodio La notte del Dottore come War Doctor, non viene identificata con un numero e non ha il titolo di Dottore, ma riesce a porre termine alla guerra distruggendo completamente i Dalek e tutti gli altri Signori del Tempo. Il Nono Dottore è infatti convinto di essere l'unico sopravvissuto della sua specie.

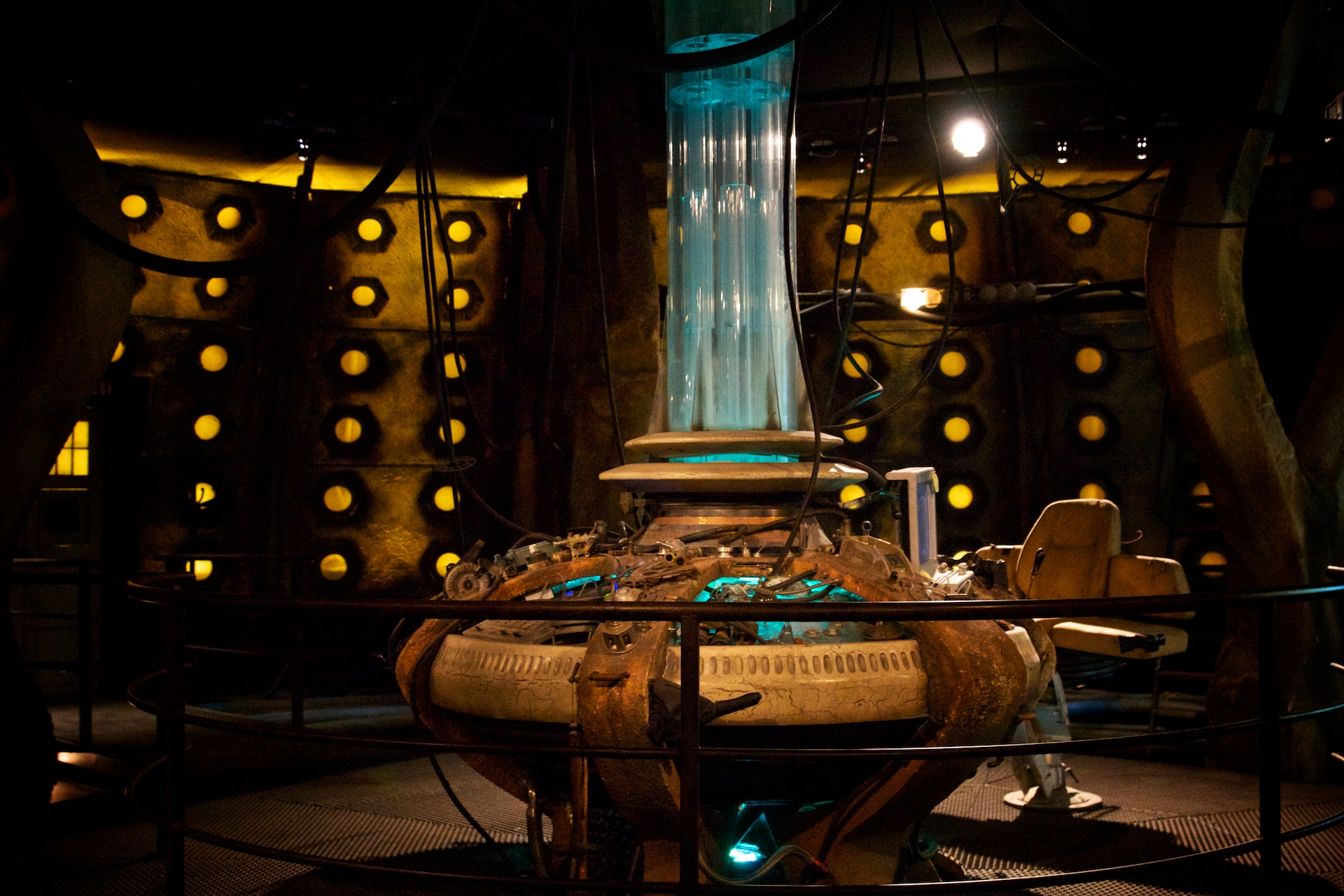
Il TARDIS (2005-2010)

Il Nono Dottore, salvando la città di Londra da un'invasione di Auton, conosce e invita Rose Tyler a seguirlo nei suoi viaggi. Il Dottore e Rose conoscono un altro viaggiatore del tempo, il capitano Jack Harkness, che si unisce a loro. Insieme i tre si ritrovano alla mercé della corporazione Bad Wolf, che scoprono essere presidiata dai Dalek che sono riusciti a sopravvivere alla Guerra del Tempo. I Dalek uccidono Jack, ma Rose assorbe l'energia contenuta nel TARDIS e la utilizza per distruggere i Dalek e riportare in vita Jack, trasformandolo in un immortale; l'energia che Rose ha assorbito la pone in pericolo di vita, quindi il Dottore, per salvarla, è costretto ad assorbire lui stesso la fatale quantità di energia che per lui ha effetti letali, portandolo dunque a rigenerarsi.

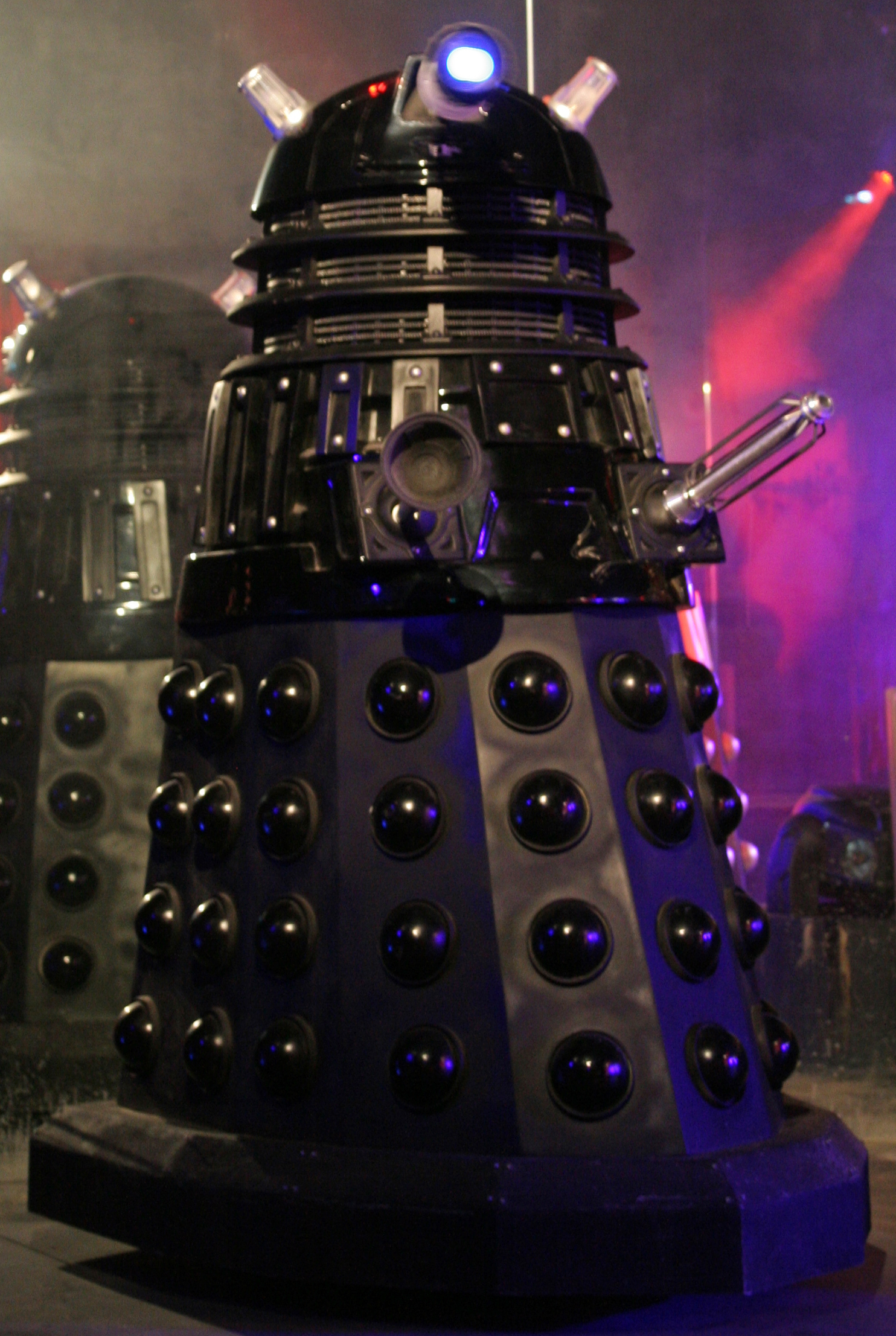
Un Dalek, nemico storico del Dottore; furono introdotti nello show fin dal 1963

Il Decimo Dottore risulta essere la causa della nascita dell'Istituto Torchwood; incontra per la prima volta gli Angeli Piangenti e sconfigge nuovamente il Maestro (John Simm), che si era fatto eleggere Primo Ministro inglese e aveva tenuto l'intera popolazione umana sotto uno stato di polizia, catturando e schiavizzando nel frattempo lo stesso Decimo Dottore per oltre un anno.
Il DNA del Dottore viene successivamente utilizzato per la creazione di una sua "progenie", una ragazza di nome Jenny, con due cuori e capace di rigenerazione. Presso la biblioteca più grande dell'Universo, il Decimo Dottore incontra per la prima volta la futura moglie, River Song.
Affrontando nuovamente i Dalek e Davros il Dottore rischia di morire, ma con una particolare rigenerazione riesce a guarire dalle ferite creando (con la mediazione di Donna Noble) un clone umano di se stesso (si veda in proposito la sezione Rigenerazione). Dopo avere abbandonato questo clone in compagnia di Rose Tyler, in un universo parallelo, il Dottore salva ancora una volta il pianeta Terra dai piani del Maestro, che stavolta voleva riportare indietro Gallifrey dalla fine dell'Ultima Grande Guerra del Tempo - cosa che avrebbe vanificato la fine della Guerra. Il Decimo Dottore muore subito dopo per salvare Wilfred Mott, esponendosi a radiazioni che lo portano a un lento processo rigenerativo. È stato accompagnato da Rose Tyler, Martha Jones e Donna Noble.

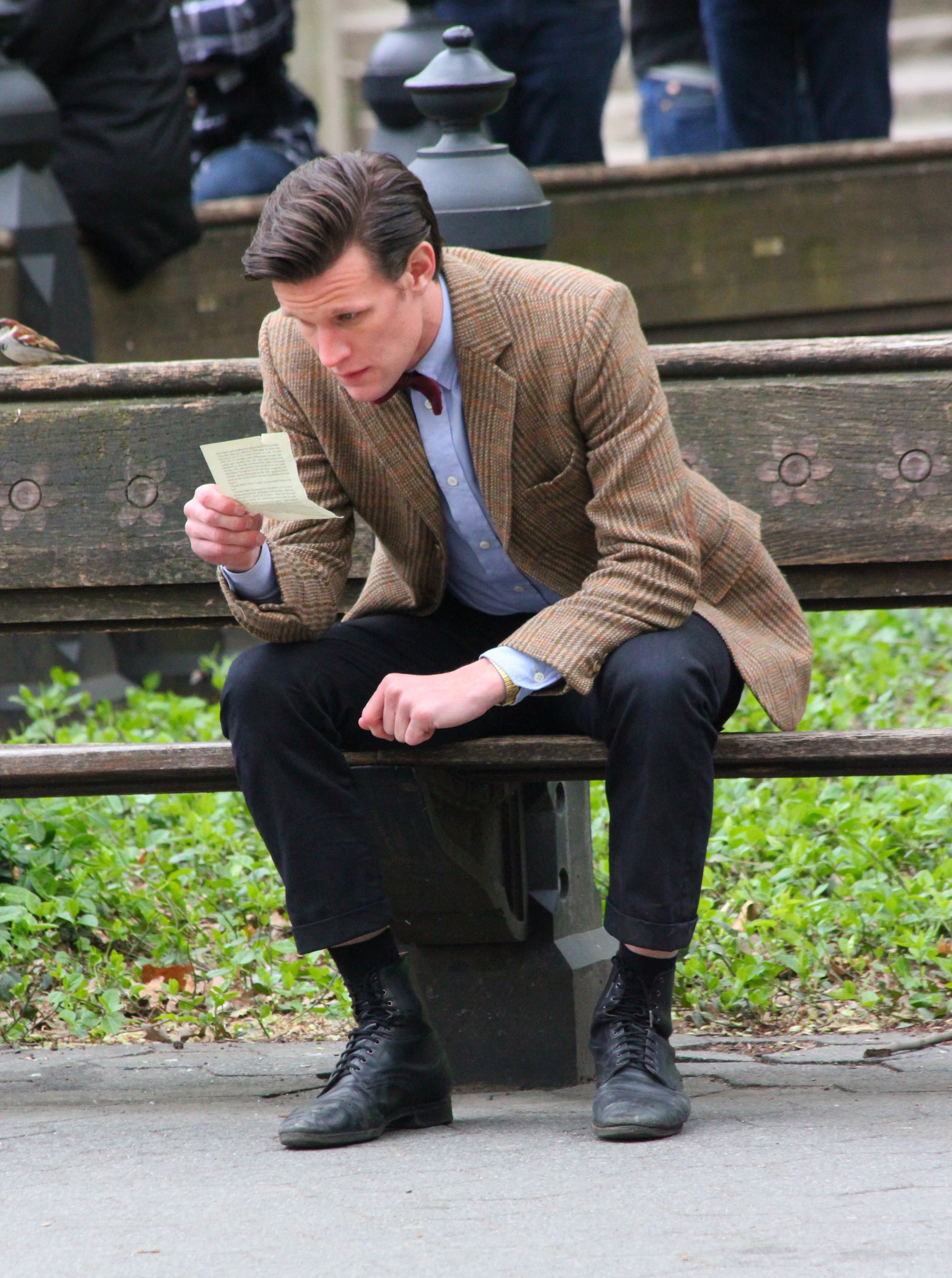
L'Undicesimo Dottore (Matt Smith)

L'Undicesimo Dottore incontra Amelia (Amy) Pond, che si unisce a lui insieme al promesso sposo Rory Williams. Il Dottore scopre che ci sono crepe nella trama dell'Universo che hanno il potere di cancellare l'intera storia di coloro che vi finiscono dentro, e che queste crepe saranno create dall'esplosione futura del suo TARDIS. Questa stessa esplosione lo cancellerà dall'Universo; ma dopo questa cancellazione il Dottore torna a nuova vita grazie ai ricordi di Amy Pond.
In seguito Amy e Rory assistono impotenti alla morte del Dottore quando un misterioso individuo in tuta spaziale gli spara un colpo di pistola senza lasciargli la possibilità di rigenerarsi. Quello deceduto è tuttavia una versione futura dell'Undicesimo Dottore, il quale è ancora vivo e viene con il tempo a sapere del destino a cui deve andare incontro. Sia l'esplosione del TARDIS, che la futura morte del Dottore sono orchestrate dall'Ordine del Silenzio, il cui intento è quello di uccidere il Dottore. Dopo avere sposato River Song il Dottore si reca al momento della sua morte, ma è in realtà nascosto all'interno del Teselecta, un robot in grado di riprodurre fedelmente la sua persona, che "muore" al posto suo. A sparargli dall'interno della tuta spaziale è River Song, costretta dal Silenzio. Nel corso di queste vicende viene rivelato inoltre che River è la figlia di Amy e Rory.
Successivamente Amy e Rory rimangono bloccati per sempre in un punto del Tempo irraggiungibile dal Dottore. Il lutto lo segnerà profondamente e sarà solo la comparsa di una seconda copia di Clara Oswald (la prima incontrata in un manicomio dei Dalek) a risvegliare l'attenzione del Dottore, che si mette alla ricerca di altre copie del personaggio. Imbattutosi nella versione originaria di Clara inizia a viaggiare con lei. Nell'episodio Il nome del Dottore si scopre che Clara ha sparpagliato se stessa lungo la linea temporale del Dottore per salvarlo dalla Grande Intelligenza, il che è all'origine delle sue copie.
Nello speciale per il Cinquantenario di Doctor Who, il War Doctor, il Dottore Guerriero che pose fine all'Ultima Grande Guerra del Tempo, riscrive la storia insieme all'Undicesimo e al Decimo Dottore, facendo in modo che all'Ultima Grande Guerra del Tempo Gallifrey non venga distrutta ma intrappolata in un posto remoto, un "universo-sacca" dove il tempo non scorre.
L'Undicesimo Dottore si ritrova poi a dovere difendere il pianeta di Trenzalore dai nemici dei Signori del Tempo. Dopo oltre trecento anni egli è vecchio e ormai prossimo alla morte in quanto non ha più a disposizione altre rigenerazioni (si veda in proposito Le diverse rigenerazioni), ma i Signori del Tempo gliene concedono un nuovo ciclo con l'aiuto di Clara, e l'Undicesimo si rigenera.

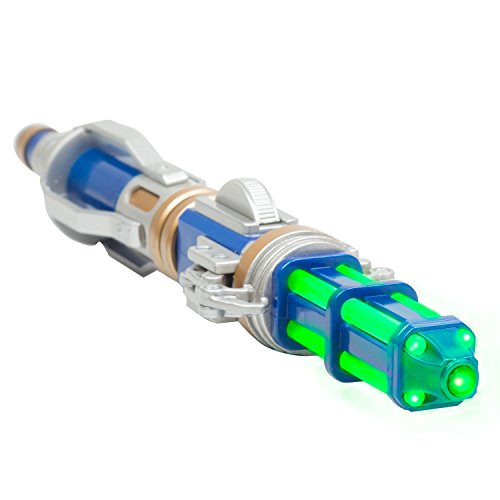
Il cacciavite sonico (modello del 2015)

Il Dodicesimo Dottore continua a vivere le sue avventure insieme a Clara. I due scoprono l'"Inferisfera", una sorta di Paradiso in cui alcune persone giungono dopo la morte, e scoprono che questa Inferisfera è un'illusione creata da Missy (Michelle Gomez), la nuova incarnazione femminile del Maestro, grazie all'aiuto della tecnologia di Gallifrey. L'Inferisfera memorizza le menti di persone che stanno per morire al fine di reinviarle a rianimare i loro corpi opportunamente trasformati in Cybermen al servizio di Missy stessa, che pianifica di conquistare la Terra con il loro aiuto. Sconfitta Missy grazie al brigadiere Lethbridge-Stewart (tornato sotto forma di cyberman), il Dottore incontra nuovamente Davros, in un'epoca in cui egli era bambino, riuscendo a insegnargli il significato della pietà. Dopo aver donato l'immortalità a una ragazza vichinga di nome Ashildr, aver scongiurato una guerra tra gli umani e gli Zygon, e assistito infine alla morte di Clara, viene fatto rinchiudere nel suo "Disco della Confessione" (Confession Dial) dai Signori del Tempo, dove rimane per oltre quattro miliardi e mezzo di anni (che però non si aggiungono alla sua vera età grazie a un suo stratagemma con una macchina per il teletrasporto). Riuscito finalmente a uscirne il Dottore si ritrova su Gallifrey e, furioso, riesce a fare esiliare il suo Presidente, Rassilon.
Più tardi, dopo avere dato un addio definitivo a River Song e avere fatto la conoscenza di Nardole, il Dodicesimo Dottore incontra nuovamente Missy, e le salva la vita ottenendo in cambio che ella resti sotto la sua sorveglianza. Il Dottore vuole usare questo periodo di controllo sull'ex-Maestro per tentare di convertirlo in una persona buona. Durante una delle sue avventure con la sua nuova compagna Bill Potts, il Dottore resta cieco a causa di un'esposizione al vuoto spaziale. La sua cecità viene curata dalla razza dei Monaci al prezzo della loro conquista della Terra. Sconfitti e destituiti i Monaci, il Dottore decide di testare il comportamento di Missy mandandola in missione al suo posto su un'astronave, ma gli eventi volgono al peggio e Bill Potts viene catturata. L'astronave appartiene ai Mondasiani e Bill viene trasformata nel primo Cyberman della storia dietro orchestrazione della versione rediviva del Maestro/Primo Ministro inglese incontrata dal Decimo Dottore (John Simm). Mentre Missy muore uccisa dal suo sé passato (il Maestro), il Dottore, con l'aiuto di Bill che muore nel processo, riesce a distruggere l'intero esercito di Cyberman che rapidamente si forma, ma rimane gravemente ferito e più tardi inizia il processo rigenerativo. Affermando di non volere cambiare mai più il Dottore tenta di impedire la rigenerazione e il TARDIS lo porta dal Primo Dottore (anche lui reticente a rigenerarsi) per convincerlo a completare il processo. Confrontatosi con le paure del Primo Dottore il Dodicesimo Dottore comprende finalmente le conseguenze di una sua rinuncia alla rigenerazione e all'ultimo momento ritorna sui suoi passi, portando a termine la rigenerazione.

## Fisiologia e abilità
Ben poco si conosce delle origini aliene del personaggio, il quale viene da un'altra dimensione, ma proprio dalla sua peculiare biologia gli Shobogan si sono evoluti geneticamente nei Signori del Tempo. Lo stesso Dottore infatti ormai viene a tutti gli effetti associato a questa specie, fisicamente molto simile a quella degli esseri umani, ma la cui fisiologia differisce in alcune caratteristiche cruciali. Il Dottore ha infatti due cuori, un sistema respiratorio che gli permette di restare senz'aria e una temperatura del corpo interna di 15-16 gradi Celsius. Ha inoltre esibito il potere di assorbire, trattenere e rilasciare grandi quantità di elettricità e di alcuni tipi di radiazioni.
Il Dottore ha dimostrato di avere poteri telepatici: può infatti connettersi mentalmente ad altre sue incarnazioni, accedere ai ricordi di altri individui, sopprimere parte della memoria di una persona e comunicare telepaticamente con altri Signori del Tempo. Allo stesso modo, altre persone possono, se connesse a lui telepaticamente, entrare in contatto con la sua memoria. Sia nella serie classica (Il ladro di menti) che nella nuova (Incubo Cyberman) ha dato prova di avere una resistenza maggiore degli esseri umani al controllo mentale.
È inoltre in grado di ipnotizzare una persona e di leggere un libro intero in pochi istanti, sfogliandone velocemente le pagine.
Come lo stesso Dottore ha dichiarato, un Signore del Tempo può avvertire la presenza di un altro, cosa comprovata quando il Dottore conobbe Missy, la nuova rigenerazione femminile del Maestro, per la prima volta; infatti, ancora prima di sapere chi fosse, si era accorto che Missy era un Signore del Tempo avvertendo entrambi i suoi cuori.
Nell'episodio Le fiamme di Pompei, il Dottore spiega a Donna di essere in grado di percepire il «tessuto di cui è costituito l'universo» e di poter distinguere tra «punti fissi» (fixed points) e «punti in movimento» (points in flux), ovvero i punti nel tempo e nello spazio che non è possibile o che è possibile modificare. Può inoltre vedere cosa accadrebbe se il corso degli eventi cambiasse: in L'acqua di Marte, dopo aver lui stesso cambiato il corso della storia a fine episodio, riesce a vedere il nuovo corso degli eventi futuri. Questi suoi poteri hanno però una lacuna: nell'episodio Uccidere la Luna ha affermato che esistono alcuni punti del tempo non ben definiti, le «zone grigie» (grey areas), dei quali non è possibile capire se si tratti di punti fissi o no.
Il Dottore, come gli altri Signori del Tempo, è in grado di sopravvivere all'ingerimento di cianuro, tramite una tecnica particolare che consiste nell'ingerire dell'alcool e del cloruro di sodio e poi saltare per "mescolare".
Più volte il Dottore ha dato prova di poter comprendere la composizione chimica di una sostanza semplicemente assaggiandola, come si è visto in L'invasione di Natale e L'undicesima ora.
Il Dottore è un ottimo giocatore di cricket e in un'occasione si dimostra prodigiosamente abile nel gioco del calcio, pur non conoscendone le regole base; è inoltre molto abile nella pratica della scherma.
Nella sua ultima apparizione il Secondo Dottore dichiara che un Signore del Tempo può vivere eternamente, se «evita di incappare in incidenti»; ciò sarebbe dovuto al fatto che al momento della morte i Signori del Tempo sono in grado di rigenerarsi in un nuovo corpo. L'affermazione tuttavia è incerta, dal momento che successivamente viene dichiarato che un Signore del Tempo ha a disposizione solamente dodici rigenerazioni.
Il Dottore possiede vastissime conoscenze in tutti i campi dello scibile; nell'episodio Padroni dell'universo (seconda parte) dichiara di sapere parlare cinque miliardi di lingue, ribadendo successivamente il concetto in Il pianeta dei morti, in cui afferma invece di sapere parlare "tutte le lingue". Nell'episodio Sotto il lago, il Dottore afferma però che non sa più parlare la lingua dei segni, poiché è stata sostituita dal linguaggio "semaforico" e "delle bandiere".

### Rigenerazione
La rigenerazione è un processo pseudo-biologico che i Signori del Tempo hanno acquisito per merito delle caratteristiche genetiche del Dottore, che lui stesso ha ereditato dalla misteriosa e sconosciuta specie da cui discende: quando un Signore del Tempo è prossimo alla morte, riesce a sottrarsi ad essa grazie al cambio totale delle proprie sembianze, rigenerando le sue cellule, che vengono guarite facendolo ringiovanire o invecchiare. La rigenerazione può comportare anche delle modifiche della personalità del Signore del Tempo, e anche del sesso.
La rigenerazione venne introdotta nella trama di Doctor Who solo nel 1966, quando ci fu la necessità di rimpiazzare l'attore William Hartnell con Patrick Troughton. Il processo inizialmente venne chiamato «rinnovo» («renewal») o «cambio d'aspetto» («change of appearance»); nel 1974 si parlò invece per la prima di volta di rigenerazione.
Nel serial The Deadly Assassin (1976) viene dichiarato che un Signore del Tempo ha a disposizione un totale di dodici rigenerazioni (e quindi tredici incarnazioni); nel film per la televisione del 1996 l'Ottavo Dottore parla esplicitamente di «tredici vite», ma allo stesso tempo dice che il Maestro ha eluso questa regola svariate volte.
L'Undicesimo Dottore conferma infine la disponibilità iniziale di sole dodici rigenerazioni, ma poi anche lui riesce a svincolarsi da questa regola grazie all'aiuto dei Signori del Tempo che gli offrono l'energia, in punto di morte, per creare un nuovo ciclo di rigenerazioni.
Facendo un'apparizione nello spin-off Le avventure di Sarah Jane l'Undicesimo Dottore scherza dicendo di potersi reincarnare 507 volte; l'autore Russell T. Davies ha poi confermato che si trattava solo di una battuta.
Nel finale della dodicesima stagione della nuova serie il Maestro rivela al Dottore che quest'ultimo, senza che nemmeno lui lo ricordasse, prima di rigenerarsi in quella che tutti credevano la sua "prima rigenerazione" si era già rigenerato innumerevoli volte.
Viene messo in evidenza in C'era due volte come i Signori del Tempo non siano necessariamente vincolati al processo rigenerativo potendo anche scegliere di morire: infatti in L'ultimo Signore del Tempo il Maestro si rifiuta di rigenerarsi scegliendo la morte.
Come lo stesso Dottore ha rivelato a Wilfred Mott in una conversazione se egli venisse ucciso durante un processo rigenerativo esso si interromperebbe e dunque il Dottore morirebbe definitivamente, puntualizzando infatti che i Signori del Tempo non sono immortali. È stato più volte mostrato come la rigenerazione non è sempre sicura, come sembrano esistere armi create appositamente per uccidere definitivamente un Signore del Tempo.
Il Primo e il War Doctor muoiono di vecchiaia, rigenerandosi rispettivamente nel Secondo Dottore e nel Nono Dottore. Le altre rigenerazioni avvengono sempre in conseguenza a ferite mortali, esposizione a sostanze tossiche o grandi quantità di radiazioni, o per volontà dei Signori del Tempo. La rigenerazione dell'Ottavo Dottore nel War Doctor che pone fine all'Ultima grande Guerra del Tempo è caratterizzata dall'essere mediata da un elisir sviluppato dalla "Sorellanza di Karn", in grado di far assumere ai Signori del Tempo, nella loro immediata rigenerazione futura, le caratteristiche che più desiderano, che nel caso del Dottore sono state quelle di un guerriero e soldato.
La rigenerazione produce una grande quantità di energia luminosa che cosparge il corpo del Dottore. Il Decimo Dottore è in grado di farsi ricrescere una mano perduta durante le prime quindici ore dall'inizio della rigenerazione. Successivamente il Decimo Dottore userà solo parte dell'energia prodotta dal suo corpo in un processo di rigenerazione per curare delle ferite mortali senza cambiare aspetto o personalità, scaricando il resto dell'energia nella mano amputata. Quando Donna Noble toccherà la mano perduta dal Decimo Dottore, l'energia rigenerativa in essa versata creerà un clone del Dottore che possiede l'aspetto fisico del Decimo Dottore ma alcuni tratti e comportamenti di Donna. Questo clone è completamente umano ciò vuol dire che invecchia, non può rigenerarsi e possiede un solo cuore. Nella serie classica, a causa dell'energia rigenerativa il Quarto Dottore è in grado di spezzare a metà un mattone a mani nude, mentre nel film per la televisione del 1996 l'Ottavo Dottore riesce a buttar giù una pesante porta d'acciaio.
Sempre a causa dello sprigionarsi di energia rigenerativa, il processo che porta alla nascita dell'Undicesimo Dottore è particolarmente violento e causa gravi danni al TARDIS (che si auto-ripara tornando funzionante in poche ore).
Sorte simile per la rigenerazione dell'Undicesimo nel Dodicesimo Dottore, che permette al Signore del Tempo di lanciare raggi energetici di grande potenza, tanto da fargli distruggere l'enorme astronave Dalek che volava sopra di lui. Tale rigenerazione passerà inoltre per una fase di transizione in cui l'Undicesimo, ormai invecchiato, ringiovanisce.
L'energia rigenerativa può essere richiamata anche al di fuori del ciclo rigenerativo. L'Undicesimo Dottore passa parte della sua energia rigeneratrice a River Song per guarirne le ferite; gesto preceduto da uno simile compiuto dalla stessa River Song, anch'ella inizialmente capace di rigenerazione, che passa l'energia rigeneratrice relativa a tutte le sue possibili rigenerazioni future all'Undicesimo Dottore per salvargli la vita. Il Dodicesimo Dottore dona una parte della sua energia rigenerativa a Davros e a tutti i Dalek di Skaro, spiegando successivamente che l'uso dell'energia rigenerativa al di fuori di una rigenerazione vera e propria può intaccare l'esito delle future rigenerazioni: il Dottore rischierebbe di rigenerarsi in un corpo molto basso o senza qualche arto.
Con la rigenerazione il Dottore affronta quasi sempre un periodo di instabilità fisica e spesso parziale amnesia all'inizio. Mentre il Secondo Dottore ha dubbi sulla propria identità solo nei suoi primi minuti, il Terzo, Quarto e Quinto Dottore mostrano stati confusionali o svenimenti, il Sesto Dottore soffre di violenti sbalzi d'umore e rischia di uccidere la sua compagna per la paranoia; l'Ottavo Dottore riporta una momentanea amnesia, causata in gran parte perché la sua precedente incarnazione è rimasta "morta" troppo a lungo; il Decimo Dottore si rigenera riuscendo a stare in piedi, ma dopo un po inizia a soffrire di spasmi e comportamento irregolare per poi restare incosciente per molto tempo. Il Dodicesimo Dottore dimentica temporaneamente come guidare il suo TARDIS, e attraversa una fase di delirio prima di perdere i sensi. Il Tredicesimo Dottore si è dimenticato il suo nome. Unica eccezione è costituita dall'Undicesimo Dottore, che non affronta momenti di incoscienza o delirio dimostrandosi invece molto affamato e avendo qualche difficoltà a orientare il suo nuovo corpo.

### Morte
Da quello che si è potuto constatare nell'episodio Il nome del Dottore, quando un Signore del Tempo muore definitivamente senza potersi più rigenerare, ciò che ne rimane è una massa di energia luminosa, simile a dei filamenti; essa rappresenta la sua "linea temporale" che si forma dopo la morte e raggruppa in sé tutti i viaggi temporali che il Signore del Tempo ha fatto, in quanto il viaggio nel tempo è una ferita nel tessuto della realtà, ferita che nel caso del Dottore può prendere forma solo dopo la sua definitiva dipartita.

## I viaggi
Il Dottore viaggia sul TARDIS, astronave e al contempo macchina del tempo, che lo porta «non dove vuole andare, ma dove è necessario che lui vada.» È tradizionalmente accompagnato da uno o più compagni di viaggio che lo affiancano nelle sue avventure.
In quanto viaggiatore del tempo il Dottore è stato testimone ed è rimasto direttamente coinvolto in numerosi eventi storici sia del pianeta Terra sia dell'Universo in generale; ha infatti incontrato Leonardo da Vinci, William Shakespeare, H. G. Wells, Albert Einstein, Mao Tse-tung, Riccardo Cuor di Leone, Wyatt Earp, Marco Polo, Charles Dickens, Benjamin Franklin, Agatha Christie, la regina Victoria, Elisabetta I, Madame de Pompadour, Winston Churchill, Adolf Hitler, Michelangelo e Vincent van Gogh. Una fotografia mostra che il Nono Dottore fu testimone dell'assassinio di John F. Kennedy. Il Quarto Dottore spiega che la sciarpa gli fu donata da Madame Nostradamus, mentre il Decimo Dottore sostiene che Janis Joplin gli abbia dato il suo cappotto lungo e di saper suonare l'organo per merito delle frequentazioni intrattenute con Ludwig van Beethoven. L'Undicesimo Dottore menziona il fatto di aver fatto parte della «squadra di bowling» di Virginia Woolf.
Il Dottore ha più volte infranto la legge dei Signori del Tempo riguardo al loro coinvolgimento negli eventi storici; spesso ha infatti deciso di combattere in prima persona contro il male nell'Universo, quando invece le regole lo vietano espressamente. Ciò lo ha portato ad essere considerato un rinnegato e un ricercato dalla sua stessa razza; per lo stesso motivo viene anche processato dall'Alto Concilio, per poi essere prosciolto grazie alle sue buone azioni. Il Secondo Dottore, a causa del suo interferire con la storia, viene condannato dall'Alto Concilio di Gallifrey a rigenerarsi nel Terzo Dottore e a rimanere in esilio sulla Terra, senza possibilità di usare il TARDIS.
Il Dottore si autoimpone alcune regole sul viaggio nel tempo, come per esempio non interferire mai sulla sua linea temporale, per paura che possa generarsi un paradosso.
Nella nuova serie è stato affrontato il tema del coinvolgimento temporale, lasciando il dubbio se sia possibile o no cambiare gli eventi passati: in un episodio l'Undicesimo Dottore ed Amy Pond incontrano ad esempio il pittore Vincent van Gogh circa un anno prima del suo suicidio; i due viaggiatori del tempo lo portano nel XXI secolo e gli mostrano una galleria d'arte dedicata alle sue opere, dandogli fiducia in sé stesso e speranza per il suo futuro. Tornando nel presente, però, scoprono che l'artista si è tolto la vita comunque e che le sue opere non sono mutate.
Come ha spiegato più volte alle sue compagne di viaggio, il tempo è fluido e mutevole, quindi può fuoriuscire dal suo percorso autonomamente; di conseguenza il Dottore a volte con i suoi viaggi fa in modo che le cose debbano andare come previsto nel corso della storia.

### Il TARDIS
Il TARDIS ([/ˈtɑːdɪs/]; Time And Relative Dimension(s) In Space) è una macchina del tempo prodotta grazie all'alta tecnologia dei Signori del Tempo del pianeta Gallifrey. Ha la proprietà di trasportare i propri passeggeri in qualunque punto del tempo e dello spazio, purché all'interno dello stesso Universo, ed è notoriamente «più grande all'interno che all'esterno».
Il «circuito camaleonte» del TARDIS del Dottore, che dovrebbe poter mimetizzare l'astronave ad ogni occasione, si ruppe durante una visita presso la Londra degli anni sessanta, lasciandolo con la forma esteriore di una cabina telefonica della polizia britannica.
L'imprecisione dei suoi viaggi è inizialmente attribuita all'età e all'inaffidabile sistema di navigazione del TARDIS; successivamente viene specificato che il Dottore lo ha in realtà rubato dal suo pianeta nativo, dove la macchina del tempo era abbandonata in un museo poiché vecchia e dismessa, e che probabilmente per questo motivo non è in grado di farla funzionare correttamente. Il Decimo Dottore afferma che per guidare un TARDIS esisteva una specie di patente, che lui non ha mai avuto, e successivamente che il suo TARDIS è in realtà progettato per essere pilotato da sei persone.
Nell'episodio La moglie del Dottore, l'Undicesimo Dottore segue un segnale di soccorso e giunge in un «Universo-tasca», dove un'entità chiamata "Casa" trasferisce la matrice del TARDIS nel corpo di una donna di nome Idris nel tentativo di nutrirsi della sua energia. Il Dottore ha così modo, per la prima volta in secoli di viaggio, di parlare di persona con la coscienza del TARDIS, la quale gli rivela che ogni destinazione dei viaggi del Dottore è scelta in base a dove è necessario che lui vada. Successivamente, la matrice viene rimessa al suo posto.
Nonostante il "TARDIS" sia un tipo di mezzo di trasporto, viene sempre chiamato «il TARDIS» («the TARDIS»), e, in passato, anche «l'astronave» («the ship»), «la cabina blu» («the blue box lett. la scatola blu»), o «la capsula» («the capsule»). Essendo una forma di vita, nella versione originale spesso ci si riferisce a esso con i pronomi personali femminili (she, her) anziché con il neutro solitamente riservato agli oggetti (it). Nella versione italiana viene tradotto al maschile (il TARDIS) quando ci si riferisce alla nave in sé, mentre vengono usati pronomi femminili quando si fa riferimento alla parte senziente di quest'ultima.
Il TARDIS è entrato a fare parte della cultura popolare inglese tanto che la forma della police box viene associata più alla serie Doctor Who che all'oggetto reale da cui ha preso ispirazione. Il nome "TARDIS" è inoltre un marchio registrato presso la British Broadcasting Corporation.

### I Compagni del Dottore
Tradizionalmente, il Dottore viaggia e condivide le sue avventure con uno o più compagni di viaggio.
I primi compagni di viaggio del dottore Ian, Barbara e Susan appaiono, oltre che nelle prime stagioni della serie televisiva a fianco del primo Dottore, anche sul grande schermo nel film Dr. Who and the Daleks (1965), nel quale il primo Dottore è interpretato da Peter Cushing. Essi sono impersonati rispettivamente da Roy Castle, Jennie Linden e Roberta Tovey. Susan appare inoltre anche nel film Daleks - Il futuro fra un milione di anni (Daleks' Invasion Earth 2150 A.D., 1966).
Il Terzo Dottore ha come ultima compagna la giornalista Sarah Jane Smith (interpretata da Elisabeth Sladen), una dei più prominenti compagni del Dottore della serie classica, tanto da diventare in seguito protagonista dello spin-off Le avventure di Sarah Jane, che accompagnerà inizialmente anche il Quarto Dottore. Sempre il Quarto Dottore in seguito verrà accompagnato da Leela (Louise Jameson) e da Romana, una Signora del Tempo di cui conosciamo due rigenerazioni (interpretate da Mary Tamm e Lalla Ward, moglie dell'attore che interpreta il Quarto Dottore, Tom Baker).
Compagna che appare solamente sul grande schermo è invece la dottoressa Grace Hollyday (Daphne Ashbrook), a fianco dell'Ottavo Dottore, a cui però vanno aggiunti sia il giovane Chang Lee (interpretato Yee Jee Tso), che sale sul TARDIS con lei e il Dottore alla fine del film, quanto altri compagni, che appaiono solo nelle storie audio dell'Ottavo Dottore, pubblicate dalla Big Finish, e menzionati da questo nell'episodio speciale The Night of the Doctor del 2013.
Nell'episodio pilota della nuova serie il Nono Dottore prende con sé la commessa londinese Rose Tyler, che diverrà compagna anche del Decimo Dottore. Successivamente questi ha come compagna Martha Jones, la prima compagna di colore (escludendo comprimari minori come Mickey Smith), nella terza stagione. Nella quarta stagione, il Decimo Dottore è accompagnato da Donna Noble, apparsa precedentemente in uno speciale di Natale. Il capitano Jack Harkness (John Barrowman) appare in alcuni episodi della prima e terza stagione, per poi diventare uno dei protagonisti dello spin-off Torchwood.
A partire dalla quinta stagione fino a metà della settima l'Undicesimo Dottore viaggia insieme ad Amy Pond, "la ragazza che ha aspettato", che conosce da bambina dopo essersi rigenerato; il suo fidanzato Rory Williams e saltuariamente anche con l'enigmatica River Song, già conosciuta dal Decimo Dottore e che si rivelerà esserne la moglie, nonché la figlia di Amy e Rory, ma che incontra sempre in momenti differenti e non sincronizzati, delle proprie linee temporali. A seguito dell'uscita di scena di Amy e Rory il Dottore viaggia insieme a Clara Oswald, "la ragazza impossibile", fino alla nona stagione.
Nella decima stagione il Dodicesimo Dottore è accompagnato da Bill Potts, la prima compagna omosessuale nella serie, e da Nardole, il primo compagno alieno della nuova serie.
A partire dall'undicesima stagione, il Tredicesimo Dottore è accompagnata da un trio britannico composto da: Ryan Sinclair, un ragazzo di colore; Yasmin Khan, una poliziotta di origini pakistane, e Bradley Walsh, un inglese, marito della nonna di Ryan. Questo nuovo gruppo di compagni viene incontrato dal Dottore, priva del proprio TARDIS e precipitata sulla Terra, immediatamente dopo la sua rigenerazione.

## Antagonisti

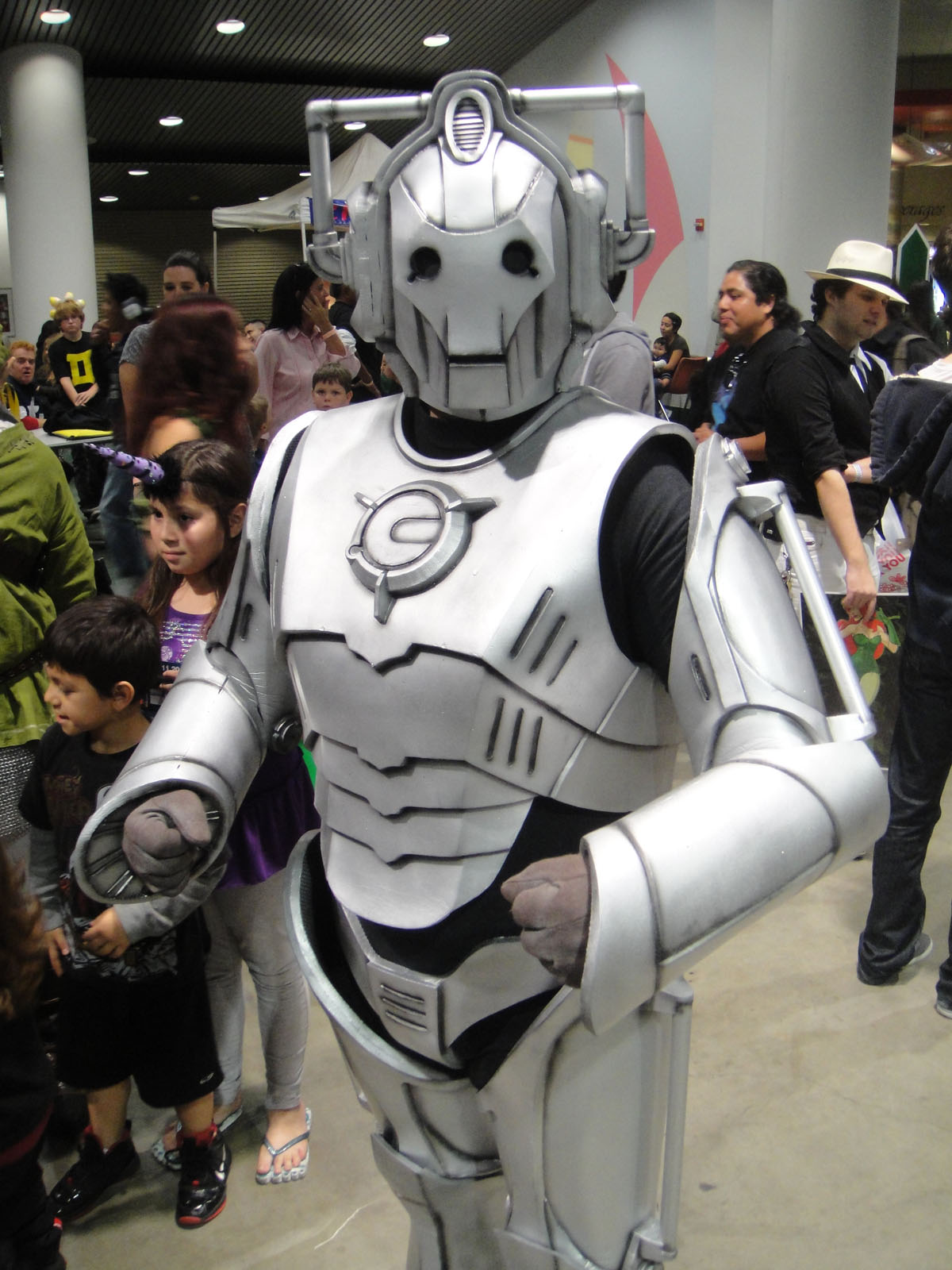
Un Cyberman (versione del 2005-2012)

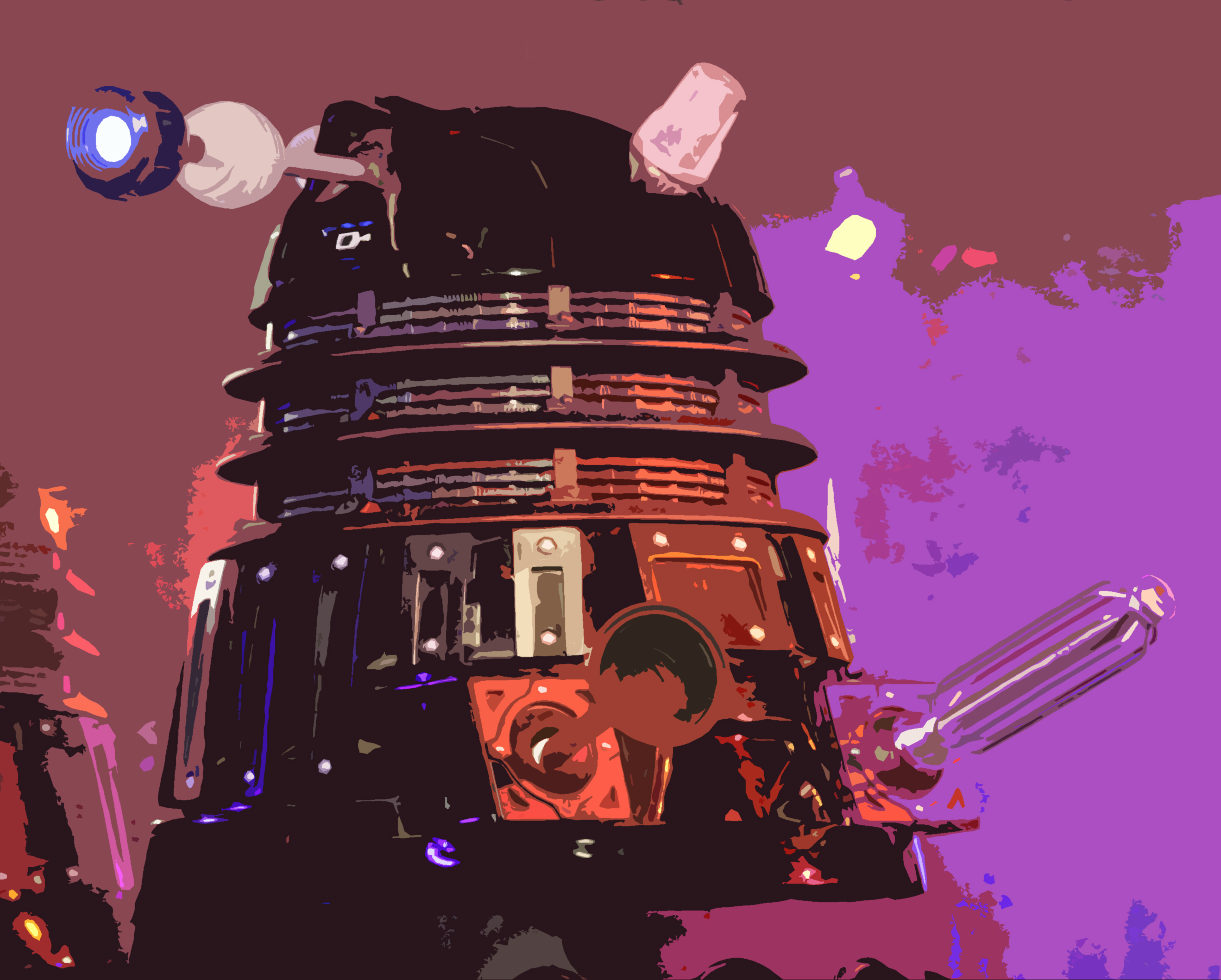
Un Dalek.

Nel corso della serie, il Dottore si è scontrato con innumerevoli razze e creature aliene. Principale nemico del Dottore, nonché sua nemesi, è il Maestro, un Signore del Tempo, amico d'infanzia del Dottore che si è ribellato e opposto ai Signori del Tempo. Un altro Signore del Tempo avversario del Sesto Dottore è invece Rani.
Fin dai primi episodi della classica, fanno la loro comparsa i Dalek, alieni provenienti dal pianeta Skaro, simili a un polipo, con un solo occhio, racchiusi in un barilotto metallico che ne conferisce un aspetto e una voce robotica, creati da uno scienziato pazzo di nome Davros, che diverrà anch'egli un nemico ricorrente a partire dal Quarto Dottore. Il Primo Dottore incontra anche i Cybermen, altri nemici ricorrenti sorta di ibrido tra uomo e macchina, che ne causano la prima rigenerazione. I Sontaran, guerrieri clonati tutti di sesso maschile, appaiono invece a contrastare il Terzo Dottore.
Tra i nemici più frequenti del protagonista figurano pure gli Auton, i Guerrieri di Ghiaccio, i Judoon e la Grande Intelligenza, un'entità di pura energia psichica.
Nella 23ª stagione della prima serie il Dottore combatte principalmente contro un particolare nemico, il Valeyard, un Signore del Tempo che funge da magistrato per la Corte dei Signori del Tempo; il Valeyard è il lato oscuro del Dottore, generato dal lato oscuro delle sue rigenerazioni, tra la dodicesima e l'undicesima.
Nella serie del 2005 (oltre alla reintroduzione di nemici classici come i Dalek e i Sontaran) appaiono per la prima volta gli Angeli Piangenti e l'ordine religioso chiamato Il Silenzio.
Esistono poi altri nemici "minori" la cui apparizione si limita ad un solo episodio, sebbene a volte vengano ricordati dal Dottore in alcune situazioni.

## Nome
Nel primo episodio Barbara Wright deduce erroneamente che il cognome del Dottore sia "Foreman", in quanto il cognome della nipote Susan; nell'episodio successivo Ian Chesterton lo chiama "Dottor Foreman" e il Dottore risponde, confuso: «Eh? Dottor chi? Di cosa sta parlando?» (nell'originale: «Eh? Doctor who? What's he talking about?»), spiegando che il suo nome è proprio «il Dottore».
Nella nuova serie è stato più volte suggerito che il nome sia tenuto segreto perché di estrema importanza. Quando Madame de Pompadour legge nella mente del Dottore, la donna commenta «Doctor who? È più di un segreto, vero?». In seguito è stato ricordato che "Dottore" è un nome falso e che quello vero è tenuto nascosto; in un dialogo tra il Maestro e il Decimo Dottore viene inoltre rivelato che i due personaggi hanno precedentemente scelto i rispettivi soprannomi.
Nell'episodio Il codice shakespeariano il Dottore affronta un alieno, un "carrionite", che ha il potere di leggere il nome di una persona scrutando il suo animo, ma nel caso del Dottore non riesce a scoprire il suo, affermando che è come se non ne avesse uno.
L'Undicesimo Dottore riassume la questione dicendo: «Sono il Dottore. Beh, tutti mi chiamano "il Dottore", non so perché; anch'io mi chiamo "il Dottore", e non so perché.»
In Frammenti di memoria il personaggio di River Song, che ha conosciuto il Dottore nel suo passato, gli dice di sapere il suo vero nome; il Dottore è incapace di capire per quale motivo possa averglielo rivelato, e ne rimane particolarmente colpito.
Il Dottore tiene nascosto un libro nella biblioteca del TARDIS, "La storia della Guerra del Tempo", in cui è scritto il suo nome; la sua compagna di viaggio, Clara Oswald, legge il nome e chiede al Dottore perché si fa chiamare così in quanto lui ha un nome suo; ma il Dottore attraverso una fessura temporale del TARDIS riscrive la storia facendo sì che Clara dimentichi quel nome.
Nell'episodio Il nome del Dottore si scopre che il Dottore ha usato il suo misterioso nome come parola d'ordine per accedere alla sua tomba sul pianeta Trenzalore; il nome viene pronunciato sommessamente dalla memoria della defunta River Song (allo spettatore non viene fatto sentire). Sempre nello stesso episodio l'Undicesimo Dottore incontra una sua rigenerazione passata, il "Dottore Guerriero" ("War Doctor") interpretato da John Hurt, e afferma che il nome che ha scelto (il Dottore) è come una promessa, promessa che è stata infranta da quella stessa rigenerazione (ponendo fine a Gallifrey e dunque alla specie dei Signori del Tempo), che quindi non merita il titolo di Dottore, venendo rinnegata e non entrando nel novero dei Dottori.
Nello speciale natalizio Il tempo del Dottore, il Dottore è stato più volte spronato dai Signori del Tempo a pronunciare il suo nome, ma lui riesce ugualmente a tenerlo nascosto.
Ne L'inversione degli Zygon Osgood chiede al Dottore quale sia il suo nome e lui le risponde di chiamarsi "Basil", anche se è implicito che in realtà abbia mentito.
Poco prima di rigenerarsi nel Tredicesimo Dottore, afferma in maniera criptica che pur confidando il suo nome a qualcuno nessuno lo capirebbe, a eccezione dei bambini.

### "Doctor who?"
In una gag ricorrente, il termine "Doctor Who" (ovvero "Dottore chi") è utilizzato da tutti coloro che incontrando il personaggio per la prima volta chiedono, inevitabilmente, quale sia il suo vero nome. Nel serial The Gunfighters il personaggio assume ad esempio l'alias di "Dottor Caligari" e alla domanda «Dottor chi?» lui risponde: «Sì, esattamente.»
Sebbene utilizzato a volte nei titoli di coda, il personaggio non viene mai chiamato con il nome "Doctor Who", escludendo rare eccezioni in cui il pronome è comunque usato umoristicamente. Nel serial The War Machines ad esempio viene «richiesta la presenza di Doctor Who»; la macchina del Terzo Dottore, "Bessie", ha sulla targa la scritta "WHO 1"; in The Dæmons il Dottore adotta l'alias "Great Wizard Qui Quae Quod" (corrispondente latino del pronome chi); nell'episodio pilota della nuova serie Rose Tyler scopre un sito internet dedicato alla ricerca del Dottore che riporta sulla home page la scritta «Doctor Who?». Il nome "Doctor Who" appare inoltre nel titolo del serial Doctor Who and the Silurians e in quello dell'episodio The Death of Doctor Who.
Nella nuova serie, alla domanda "Doctor Who?" viene assegnato un ruolo piuttosto importante nella trama. Essa sarebbe soggetta a una profezia che afferma:
Che la domanda in questione sia proprio "Doctor Who?" lo si rivela nell'episodio finale della sesta stagione, "Il matrimonio di River Song", e la profezia si riferisce agli eventi di Il tempo del Dottore. La domanda è posta all'origine delle azioni del Silenzio, uno degli antagonisti del Dottore (si veda Il Silenzio e La Chiesa del Silenzio) e viene direttamente correlata con la morte di quest'ultimo.
Più tardi Missy afferma che Doctor Who è l'epiteto con cui in principio il Dottore si faceva chiamare, ovvero il suo vero nome, e che poi lo ha semplicemente abbreviato con Doctor (Dottore), facendo intendere che stesse solo scherzando.

### Il titolo di "Dottore"
Il Dottore ha spesso specificato di non essere un medico e si è invece fatto chiamare più volte scienziato o ingegnere. Ha comunque dimostrato di avere una certa conoscenza medica e ha dichiarato di aver studiato medicina insieme a personaggi storici come Joseph Lister e Joseph Bell. Il Secondo Dottore dice di aver preso una laurea in medicina a Glasgow durante il XIX secolo; il Quarto Dottore viene onorato con una laurea presso il St. Cedd's College di Cambridge nel 1960..
Un ufficiale chiede al Terzo Dottore se fosse effettivamente un dottore e questi gli risponde positivamente, specificando di essere un «dottore in tutto» («doctor of everything»). Lo stesso viene dichiarato dal Quarto, Quinto e Decimo Dottore. Nella versione originale del serial Robot, il personaggio, parlando con un medico, commenta: «Tu sarai anche un dottore, ma io sono il Dottore. Un articolo determinativo, possiamo dire.». Tuttavia, nella versione doppiata in italiano del 1980, il Dottore si presenta qui come Doctor Who, e viene chiamato Doctor dai personaggi, come fosse un nome proprio.
Lo speciale del cinquantenario della serie spiega che il nome "Dottore" è stato scelto dallo stesso perché incarna una promessa: "[di essere] mai crudele o codardo, non mollare mai, non arrendersi mai" già accennata dal Maestro parlando con il Decimo Dottore nell'episodio Il suono dei tamburi. La rigenerazione nata durante l'Ultima Grande Guerra del Tempo non si considera un Dottore ma un Guerriero, infatti anche l'Undicesimo Dottore riferendosi a quella rigenerazione rinnegata (per aver infranto la sua promessa) sostiene che non merita il titolo di Dottore.
Il personaggio di River Song spiega che, dal momento che il Dottore ha viaggiato nel tempo e nello spazio aiutando e salvando popoli e razze dalla distruzione, le varie culture dell'Universo hanno adottato nei secoli il nome "Dottore" per indicare un «guaritore e un uomo saggio»; presso le Foreste Gamma, "Dottore" significherebbe diversamente «grande guerriero», proprio per il fatto che il Dottore vi è andato in guerra.

### Alias ed epiteti
Per praticità il Dottore spesso utilizza diversi alias e soprannomi.
Il Primo Dottore usa per esempio lo pseudonimo di Dr. Caligari, mentre il secondo si fa chiamare "Doctor von Wer" (un'approssimazione del tedesco "Doctor who") e si firma "Dr. W". Nel serial The Wheel in Space il compagno Jamie McCrimmon suggerisce al Dottore di farsi chiamare John Smith; questo soprannome venne usato da tutte le incarnazioni successive ed è tuttora l'alias più utilizzato dal personaggio. Il Quarto Dottore viene chiamato "Thete" da un suo ex compagno di università; più tardi, viene rivelato che è solo un soprannome che sta per "Theta Sigma".
In una profezia della Faccia di Boe, il Dottore viene chiamato «il Dio solitario» (The Lonely God). Incontrando la regina Vittoria, si presenta con l'alias di Dr. James McCrimmon; successivamente, la regina gli dà invece il titolo di «Sir Lord of TARDIS» (Ser Dottore del Tardis nel doppiaggio italiano).
Presso i Dalek, i suoi più grandi nemici, il Dottore è conosciuto come «Ka Faraq Gatri», ovvero «Colui che porta l'oscurità» o «Il distruttore dei mondi»; quest'ultimo epiteto è utilizzato anche da Davros con il Decimo Dottore. I Dalek lo chiamano inoltre «La tempesta che avanza» («The Oncoming Storm») e questo nome è utilizzato dal Dottore stesso, nella sua undicesima reincarnazione. Nella settima stagione della nuova serie il Dottore viene chiamato, sempre dai Dalek, "il predatore dei Dalek".
I Sontaran lo chiamano il "Cambiafaccia", per via della sua capacità di cambiare aspetto ogni qual volta si rigeneri.
Nel filone narrativo della leggenda della Pandorica (quinta stagione della nuova serie) si afferma che il Dottore viene chiamato anche con i nomi di "Goblin" e "l'Illusionista".
Nello speciale natalizio del 2016 Grant si riferisce a lui come il "dottor Mysterio", mentre nello speciale natalizio del 2017 la Testimonianza lo chiama con lo pseudonimo di "Dottore della guerra".
La Grande Intelligenza ha affermato che il Dottore è conosciuto anche con i nomi di "Tormenta" o "La Bestia".
Gli autori hanno più volte inserito battute o leggeri riferimenti al nome, senza mai rivelarlo. Negli anni ottanta venne spesso utilizzato il punto interrogativo come simbolo del nome del Dottore, sia nella serie che nel merchandise: in un serial del 1978, per esempio, al Quarto Dottore viene chiesto di firmare un documento ed egli lo fa scrivendo un punto di domanda.
In un'intervista del 2003 Tom Baker dichiarò che il personaggio è chiamato "Dottore" poiché è un «dottore del tempo e relativa dimensione nello spazio.»

### Nei titoli di coda
Per quasi vent'anni il personaggio venne indicato nei titoli di coda con il nome "Doctor Who" o "Dr. Who", sebbene non sia mai stato chiamato in questo modo all'interno della serie. A partire dal 1982 nei titoli il nome dell'interprete affiancò invece il termine "The Doctor" ("Il Dottore").
Nei titoli di coda della nuova serie del 2005 venne nuovamente utilizzato il nome "Doctor Who" fino a quando, nell'episodio L'invasione di Natale, non apparve nuovamente "The Doctor". Quest'ultimo venne utilizzato in tutti gli episodi a venire.
Quando in un episodio compaiono più incarnazioni del personaggio, nei titoli di coda ogni rigenerazione viene identificata con la sua numerazione. Nello speciale del 2013 Il giorno del Dottore, nei titoli di coda il Decimo e l'Undicesimo Dottore vengono indicati con le loro numerazioni, mentre il War Doctor (sempre nello stesso episodio) viene chiamato semplicemente "The Doctor".

## Età
Durante le prime produzioni della serie venne stabilito che l'età del Dottore fosse di 650 anni; tuttavia, l'età non venne mai dichiarata ufficialmente nei dialoghi. In un'avventura del 1967 infine il personaggio disse di avere circa 400-450 anni.
In The Brain of Morbius il Quarto Dottore ha circa 749 anni, mentre in The Ribos Operation, Romana sostiene che l'età del Dottore sia di 759 anni e che l'uomo abbia «preso in prestito» il TARDIS all'età di 236 anni (ovvero 523 anni prima).
In Revelation of the Daleks il Sesto Dottore dice di essere un Signore del Tempo vecchio di 900 anni e in Time and the Rani l'età del Settimo è di 953.
Nel lancio pubblicitario per la nuova serie del 2005 venne dichiarato che l'età del personaggio fosse di circa 900 anni. Il Nono Dottore, quando gli viene chiesto se abbia effettivamente quell'età, risponde positivamente.
Nell'episodio Il viaggio dei dannati il Decimo Dottore dichiara di avere precisamente 903 anni; in Il giorno del Dottore afferma di averne 904, in La fine del tempo dice di averne 906, mentre in Carne e pietra l'età dell'Undicesimo Dottore sale coerentemente a 907. Ne L'astronauta impossibile sono presenti due versioni del Dottore, il più giovane dei quali dichiara di avere 909 anni, mentre il più anziano ne dichiara 1103. Successivamente riferirà diverse volte un generico "mille anni".
Nell'episodio Una città di nome Mercy il Dottore afferma di "viaggiare da 1.200 anni".
In Il tempo del Dottore lo si rivede ancora in due versioni invecchiate; nella prima afferma che sono passati 300 anni; nella seconda appare come notevolmente più vecchio, ma non fa menzione della sua età.
Il Dodicesimo Dottore non dichiara esattamente la sua precisa età, ma afferma spesso di vivere da oltre duemila anni.
L'autore Steven Moffat ha dichiarato che per il Dottore è impossibile sapere con certezza quanti anni abbia, a causa della natura dei suoi viaggi spazio-temporali.
Il Tredicesimo Dottore afferma in una conversazione con i suoi compagni di avere migliaia di anni e di non ricordarsi più la sua età. Inoltre, nell'ultimo episodio della dodicesima stagione della nuova serie, I bambini senza tempo, viene rivelato che il Dottore è un essere proveniente da un'altra dimensione, con la capacità innata di rigenerarsi e che si era già rigenerato innumerevoli volte nel corso dei secoli, prima di approdare alla prima incarnazione conosciuta, rimettendo completamente in discussione la sua vera età. Difatti, il Quattordicesimo Dottore dichiarerà poi di avere più di un miliardo di anni, in conciliazione con quest'ultima scoperta.

## Le diverse rigenerazioni
Il recasting dell'attore che interpreta il personaggio è giustificato dall'abilità dei Signori del Tempo di rigenerarsi nel momento prossimo alla morte. Il processo porta alla guarigione di tutte le ferite riportate dall'individuo, ma ha l'effetto collaterale di modificare il suo aspetto e la sua personalità e di indurre altri effetti (si veda la sezione Rigenerazione).
Peter Cushing, che ha interpretato il personaggio nei film Dr. Who and the Daleks e Daleks - Il futuro fra un milione di anni è una versione alternativa del Dottore. Di conseguenza non è canonico.
Di seguito viene riportata la cronologia dei Dottori, mettendo in evidenza la numerazione dei Dottori e quella delle rigenerazioni già compiute dal personaggio.
| Numerazione Dottore (nº rigenerazione)                 | Foto dell'interprete | Interprete            | dal                             | al                              | Stagioni                                                           |
| ------------------------------------------------------ | -------------------- | --------------------- | ------------------------------- | ------------------------------- | ------------------------------------------------------------------ |
| Primo Dottore                                          |                      | William Hartnell      | 23 novembre 1963                | 29 ottobre 1966                 | 1-4                                                                |
| Primo Dottore                                          |                      | Richard Hurndall      | 23 novembre 1983                | 23 novembre 1983                | The Five Doctors                                                   |
| Primo Dottore                                          |                      | David Bradley         | 1º luglio 2017 25 dicembre 2017 | 1º luglio 2017 25 dicembre 2017 | La caduta del Dottore C'era due volte The Power of the Doctor      |
| Secondo Dottore (1º rigenerazione)                     |                      | Patrick Troughton     | 29 ottobre 1966                 | 21 giugno 1969                  | 4-6                                                                |
| Terzo Dottore (2º rigenerazione)                       |                      | Jon Pertwee           | 3 gennaio 1970                  | 8 giugno 1974                   | 7-11                                                               |
| Quarto Dottore (3º rigenerazione)                      |                      | Tom Baker             | 8 giugno 1974                   | 21 marzo 1981                   | 12-18                                                              |
| Quinto Dottore (4º rigenerazione)                      |                      | Peter Davison         | 21 marzo 1981                   | 16 marzo 1984                   | 19-21                                                              |
| Sesto Dottore (5º rigenerazione)                       |                      | Colin Baker           | 16 marzo 1984                   | 6 dicembre 1986                 | 21-23                                                              |
| Settimo Dottore (6º rigenerazione)                     |                      | Sylvester McCoy       | 7 settembre 1987                | 6 dicembre 1989                 | 24-26                                                              |
| Ottavo Dottore (7º rigenerazione)                      |                      | Paul McGann           | 27 maggio 1996 16 novembre 2013 | 27 maggio 1996 16 novembre 2013 | Doctor Who (Film TV) La notte del Dottore The Power of the Doctor  |
| War Doctor (8º rigenerazione)                          |                      | John Hurt             | 18 maggio 2013 23 novembre 2013 | 18 maggio 2013 23 novembre 2013 | Il nome del Dottore La notte del Dottore Il giorno del Dottore     |
| Nono Dottore (9º rigenerazione)                        |                      | Christopher Eccleston | 26 marzo 2005                   | 18 giugno 2005                  | 1                                                                  |
| Decimo Dottore (10º rigenerazione) (11º rigenerazione) |                      | David Tennant         | 18 giugno 2005                  | 1º gennaio 2010                 | 2-4                                                                |
| Undicesimo Dottore (12º rigenerazione)                 |                      | Matt Smith            | 1º gennaio 2010                 | 25 dicembre 2013                | 5-7                                                                |
| Dodicesimo Dottore (13º rigenerazione)                 |                      | Peter Capaldi         | 25 dicembre 2013                | 25 dicembre 2017                | 8-10                                                               |
| Tredicesimo Dottore (14º rigenerazione)                |                      | Jodie Whittaker       | 25 dicembre 2017                | 23 ottobre 2022                 | 11-13                                                              |
| Quattordicesimo Dottore (15º rigenerazione)            |                      | David Tennant         | 23 ottobre 2022                 | 9 dicembre 2023                 | The Power of the Doctor The Star Beast Wild Blue Yonder The Giggle |
| Quindicesimo Dottore (16º rigenerazione)               |                      | Ncuti Gatwa           | 9 dicembre 2023                 | 31 maggio 2025                  | 1-2                                                                |
| Sedicesimo Dottore (17° rigenerazione)                 |                      | Billie Piper          | 31 maggio 2025                  | in corso                        | 3-                                                                 |

Il Decimo Dottore ha usato una rigenerazione che però non si è conclusa con un cambio della sua apparenza e personalità, in quanto ha scaricato l'energia di tale rigenerazione in una mano che gli avevano precedentemente amputato. Durante lo speciale natalizio del 2013 l'Undicesimo Dottore afferma che questa viene comunque contata come se fosse una rigenerazione completa.
L'attore John Hurt negli episodi Il nome del Dottore e Il giorno del Dottore (e nel miniepisodio The Night of the Doctor in cui viene citato nei titoli di coda come War Doctor) interpreta un'incarnazione del personaggio (9º Corpo / 8º Rigenerazione), che ha rinunciato al nome di "Dottore" per essere un guerriero, e perciò non entra nel conteggio dei Dottori (egli non è il Nono Dottore).
L'attore Peter Capaldi interpreta la dodicesima incarnazione del personaggio a portare il nome di Dottore, ma si tratterebbe della sua 13ª rigenerazione, ossia una in più di quelle normalmente possibili. Ciò è stato reso possibile dai Signori del Tempo che hanno concesso al Dottore un nuovo ciclo di rigenerazioni durante lo special natalizio Il tempo del Dottore.
Alla fine dello speciale Il giorno del Dottore l'Undicesimo Dottore incontra un misterioso curatore del museo, che assomiglia ad una versione anziana del Quarto Dottore (essendo interpretato dallo stesso attore, Tom Baker); sebbene non lo dichiara apertamente, il dialogo criptico fra i due suggerisce che sia una futura incarnazione del Dottore.
In In fuga dai Judoon il Tredicesimo Dottore incontra una donna di nome Ruth che si rivelerà essere un'altra sua incarnazione: nessuna dei due ricorda di essere stata l'altra, ma il Tredicesimo si rende conto che deve per forza appartenere al suo passato quando scopre che nel suo tempo Gallifrey è ancora intatta (dopo essere stata distrutta dal Maestro nel presente).
Nell'episodio I bambini senza tempo, viene inoltre rivelato che il Dottore non apparterrebbe alla stessa razza dei Signori del Tempo, il cui nome è originalmente quello di Shobogan, ma di un essere proveniente da un'altra dimensione con l'innata capacità di rigenerarsi, che avrebbe dato origine ai Signori del Tempo trasmettendo loro proprio questa capacità. Inoltre viene rivelato che, prima del Primo Dottore, si era già rigenerato innumerevoli volte, rigenerazioni che erano state cancellate dalla mente del Dottore dalla Shobogan di nome Tecteun che l'aveva adottato. "Ruth" è stata una di queste vite dimenticate, e che in passato aveva lavorato per l'organizzazione "Divisione".

### Personalità
La personalità del personaggio ha mostrato di avere diverse sfaccettature: il Dottore è stato infatti descritto come una persona imprevedibile, clownesca e infantile, ma al contempo saggia, seriosa e oscura.
Viene descritto come «un eroe all'antica», «un ribelle» che «ride di fronte al pericolo», «la pecora nera della famiglia», un uomo «eccentrico», «un perenne ottimista che vede sempre il lato positivo della situazione».
Sebbene ciascun interprete abbia rappresentato il personaggio a suo modo, tutte le versioni del Dottore condividono la sua natura compassionevole e pacifista: egli infatti dedica la sua vita alla preservazione della vita, sia umana che aliena, battendosi contro il male e la guerra (in ciò sta il senso della citazione all'inizio della sezione Biografia del personaggio). Ciononostante, ha anche ucciso per legittima difesa, spingendosi fino al genocidio nei confronti dei Dalek, i suoi più grandi nemici (nel serial Remembrance of the Daleks, ad esempio, ordina la distruzione del loro pianeta natale).
Solitamente il Dottore non fa uso di armi (ad eccezione dell'innocuo cacciavite sonico) ed è critico contro chi usa la forza; ha invece fatto più volte uso di trucchi per ingannare i suoi avversari, confondendoli con le parole o con un comportamento bizzarro.

### Accento
Il personaggio ha parlato con diversi accenti, a seconda dell'interprete. I primi sei Dottori si adattarono all'inglese britannico standard usato generalmente in televisione (tanto da essere chiamato "BBC English"). Sylvester McCoy usò un leggero accento scozzese, mentre Paul McGann un debole dialetto Scouse. Il Nono Dottore parla con accento del Nord dell'Inghilterra; quando Rose gli chiede se provenga dal Nord, lui le risponde dicendo che «molti pianeti hanno un Nord».
Nonostante David Tennant parli normalmente con accento scozzese gli venne chiesto di utilizzare un accento sudorientale (Estuary English) così come aveva fatto nella miniserie televisiva Casanova.
Peter Capaldi utilizza invece il suo naturale accento scozzese, cosa che viene rimarcata dal Dodicesimo Dottore nell'episodio Un respiro profondo, in cui si autodefinisce uno scozzese.

### Intercalari
Ogni dottore, a partire dalla prima stagione della nuova serie ha una particolare parola che utilizza come intercalare ricorrente; il Nono Dottore esclama frequentemente "fantastico!" (Fantastic!); il Decimo Dottore utilizza sovente l'espressione francese "Allons-y!" (che significa letteralmente "andiamo" e non viene però tradotta); l'Undicesimo Dottore preferisce l'esclamazione "Geronimo!". Il Dodicesimo Dottore non sembra avere nessun intercalare. Il Tredicesimo Dottore usa spesso l'espressione "Brilliant!" (geniale!), ma nella versione italiana, a volte, viene tradotta con altre esclamazioni.

### Abbigliamento
Conseguentemente al cambio di personalità, ogni reincarnazione del Dottore ha adottato un abbigliamento che la contraddistinguesse.
Il Primo Dottore vestiva un completo tipico dell'era edoardiana, mentre l'aspetto scapigliato del Secondo è stato paragonato a quello clownesco di Charlie Chaplin; il Terzo Dottore preferì il velluto e l'uso di ornamenti, mentre il Quarto vestiva con un cappotto, scarpe troppo grosse, una lunga sciarpa a strisce e talvolta indossava un cappello ad ampie falde.
Il Quinto Dottore portava un completo da crickettista e un taglio di capelli aristocratico, mentre il Sesto una giacca multicolore con una spilla a forma di gatto. Il Settimo Dottore vestiva un cappotto con due sciarpe e una cravatta; in seguito il personaggio divenne più oscuro e misterioso, e il suo abbigliamento tenne più a colori scuri.
Alla sua rigenerazione l'Ottavo Dottore si vestì con un cappotto e una camicia simili a quelli dell'abbigliamento del pistolero Wild Bill Hickok. Il War Doctor veste con un cappotto scuro di pelle e una sciarpa marrone. Il Nono Dottore, al contrario di tutti i suoi predecessori, veste un completo anonimo, composto da una giacca di pelle nera, una maglia a V e delle scarpe di colore scuro.
Il Decimo Dottore sfoggia un cappotto lungo di colore beige, un completo blu o marrone, una cravatta e scarpe da ginnastica converse; l'aspetto dell'Undicesimo Dottore è stato descritto come quello di un professore universitario: indossa una giacca tweed, una camicia con delle bretelle, un papillon e stivali neri.
Il Dodicesimo Dottore porta una camicia bianca abbottonata completamente senza cravatte, nastri, sciarpe o papillon. Oltre alla camicia fa uso di un completo blu-navy con decorazioni in rosso e di scarpe Dr. Martens. Il suo vestiario viene a volte paragonato, anche da lui stesso, a quello di un mago o di un prestigiatore.
Il Tredicesimo Dottore, essendo femmina, indossa per l'appunto un vestiario femminile, composto da dei pantaloni blu a vita alta con delle bretelle gialle, una maglia blu con righe arcobaleno, un cappotto lilla-azzurro e degli stivali marroni. Tale completo presenta, per la sua eccentricità e vivacità nei colori, delle similitudini con i costumi dei primi Dottori.
Il Quattordicesimo Dottore veste in modo simile al Decimo, ma in questo caso porta un cappotto blu, un completo marrone a quadri, cravatta grigia e camicia bianca e ancora un paio di converse grigie. Spesso rimane senza cappotto con solo camicia e gilet. Quando si è rigenerato è apparso già in questi vestiti, quindi non è mostrato con il vestiario del Tredicesimo Dottore, diversamente da quanto accade di solito.
Il Quindicesimo Dottore per la prima volta non ha un abbigliamento fisso ma appare con vestiti diversi in ogni episodio, spesso accordati all'epoca storica in cui viaggia.

## Famiglia

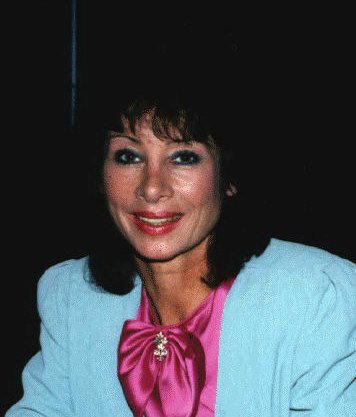
Carole Ann Ford interpretò Susan Foreman, la nipote del Dottore

Nella prime due stagioni della serie televisiva, il Dottore viaggia accompagnato da sua nipote, una ragazza di nome Susan Foreman.
Durante la seconda reincarnazione il Dottore sostiene di avere vividi ricordi della sua famiglia. Quando gli viene chiesto se abbia una famiglia, il Settimo Dottore risponde di non saperlo, facendo intendere di non conoscere la sorte dei suoi parenti rispetto a un destino non specificato.
Il Decimo Dottore dice a Rose Tyler di «essere stato un padre, una volta», per poi cambiare velocemente discorso; ammette la stessa cosa con Donna quando lei sostiene che l'uomo abbia avuto problemi con la figura paterna. In un'altra occasione un personaggio gli racconta di essere stato un padre e un nonno un tempo, ma di non esserlo più; il Dottore risponde dicendogli di capire la sua situazione.
Nel film per la televisione del 1996 il Dottore accenna per la prima volta a un ricordo di suo padre, mentre parlando con Martha Jones ammette di avere avuto un fratello.
Nell'episodio La figlia del Dottore al Dottore viene prelevato del DNA con il quale viene creata una ragazza soldato a cui viene dato il nome Jenny. La ragazza (interpretata da Georgia Moffett) si riferisce all'uomo chiamandolo padre, e lui stesso dopo un po' la accetta come figlia.
Da una mano amputatagli durante una rigenerazione nasce inoltre un Dottore per metà umano, identico fisicamente al Decimo Dottore, che possiede gli stessi ricordi dell'originale.
In un'occasione il Decimo Dottore sostiene di non essere mai stato bravo nei matrimoni, specialmente nei suoi. Si è inoltre accennato al fatto che il Dottore possa aver sposato la regina Elisabetta I, cosa in seguito confermata, mentre in uno speciale di Natale si fidanza per errore con Marilyn Monroe.
Quando Amy incontra River Song per la prima volta, chiede sia a lei che al Dottore se siano sposati: il Dottore cambia velocemente discorso, mentre River non specifica ma le fa intendere che un giorno lo saranno. Più avanti, il Dottore e River Song hanno uno scambio di battute enigmatico, che lascia il Dottore confuso sulla loro relazione e incapace di capire se involontariamente abbia appena chiesto alla donna di sposarlo.. Infine il matrimonio fra i due si celebra nell'episodio Il matrimonio di River Song. Essendo River la figlia di Amy e Rory, questo fa dei due i suoceri del Dottore.
In un'occasione Clara domanda al dodicesimo dottore come sia riuscito a fare dormire istantaneamente un bambino e lui risponde con un generico "trucchi da nonno".
Nell'undicesima stagione il Tredicesimo Dottore in un'occasione afferma di avere tre zie terribili e successivamente dice anche di aver amato molto sua nonna, nonostante abbia scoperto che questa era una spia Sontaran.

## Relazioni sentimentali
Sin dal primo episodio viene fatto presente come il Dottore sia il nonno di Susan Foreman; nessuno dei due personaggi, tuttavia, parla mai dei genitori della ragazza. In un episodio del 2006, nella nuova serie, il Dottore dichiara di «essere stato un padre, una volta», suggerendo che a un certo punto della sua vita abbia avuto una famiglia.

### Serie classica
In un episodio il Primo Dottore flirta e si fidanza per errore con un personaggio di nome Cameca, ma la vicenda si riduce ad essere solo un espediente narrativo.
In seguito, più il Dottore acquistò popolarità tra i bambini, più il personaggio venne dipinto come asessuale e in generale disinteressato alle relazioni sentimentali. Venne quindi stabilita una regola secondo cui il personaggio non aveva il permesso di interagire fisicamente con le figure femminili che lo affiancavano nei suoi viaggi in modi che potessero far intuire una relazione amorosa. Eccezionalmente, il personaggio di Jo Grant bacia sulla guancia il Terzo Dottore prima di lasciarlo e partire per conto suo.
Il tabù fu poi spezzato dall'Ottavo Dottore, baciando la dott. Grace Holloway nel film per la televisione del 1996.

### Nuova serie
Nella nuova serie del 2005 è stato più volte suggerito che il Dottore possa provare sentimenti di tipo romantico, sebbene faccia fatica ad esternarli. Il primo bacio della stagione gli viene dato da Jack Harkness, il quale lo bacia solo per dirgli addio e confermando la sua bisessualità. In due occasioni esprime costernazione ricordando che le sue compagne, essendo umane, saranno destinate ad invecchiare e a morire; a Martha Jones confida inoltre che «preferisce restare solo».
Sin dalla prima stagione viene fatto riferimento a una possibile relazione tra il Nono Dottore e Rose Tyler: molti personaggi li scambiano per una coppia e lo stesso Mickey Smith, fidanzato di Rose, prova gelosia nei confronti del Dottore. Alla fine il Dottore la bacierà nell'episodio finale della stagione per salvarla dall'energia assorbita del vortice del tempo. I sentimenti del Dottore verso Rose si fanno comunque più evidenti quando è nei panni del Decimo Dottore; quest'ultimo tuttavia riesce ad ammettere di amarla solo quando Rose è costretta a lasciarlo poiché bloccata in un'altra dimensione, ma non fa in tempo a dirglielo espressamente. Commentando l'episodio, il produttore esecutivo Julie Gardner ha dichiarato che «di sicuro lo stava per dire... avrebbe detto a Rose che la amava». Successivamente i due personaggi riescono a ritrovarsi, ma le circostanze li dividono nuovamente: Rose torna infatti nell'universo parallelo, seguita questa volta da un doppio del Decimo Dottore che le sussurra i sentimenti dell'originale all'orecchio. Anche in questo caso, gli autori hanno confermato che le parole in questione avrebbero dovuto essere «ti amo».
Dopo aver lasciato Rose, il Decimo Dottore invita Martha Jones ad accompagnarlo nei suoi viaggi; la donna prova dei sentimenti nei suoi confronti, e in un'occasione il Dottore la bacia, ma quando capisce che l'alieno non ricambia i suoi sentimenti decide di lasciarlo per potersi costruire una vita propria.
La versione umana del Dottore, John Smith, si innamora di un'infermiera di nome Joan Redfern; la loro relazione, destinata a sfociare in un felice matrimonio, viene interrotta quando il Dottore è costretto a riprendere la sua forma originale di Signore del Tempo, nonostante lui dimostrasse di provare ancora qualcosa per lei tanto da invitarla a viaggiare con lui nella speranza di ricostruire il loro sentimento; lei rifiuta l'offerta.
Il Decimo Dottore e Donna Noble decidono di avere una relazione di natura del tutto professionale e riescono a instaurare una forte amicizia; in una gag ricorrente, tuttavia, vengono spesso scambiati per una coppia e fanno fatica a spiegare di non essere sposati, inoltre Donna si diverte spesso a flirtare in maniera innocente con l'amico. Donna bacia il Dottore una sola volta, nell'episodio Un caso per Agatha Christie ma tale gesto serviva solo a far avere al Dottore uno shock.
In alcuni episodi viene fatto riferimento a un matrimonio (fallimentare) con la regina Elisabetta: il Decimo Dottore, parlando della sovrana, sostiene che la donna non potrà più portare il soprannome di "Regina Vergine". Nello speciale del Cinquantenario viene infine chiarito il mistero: in tale episodio il Dottore chiede alla regina di sposarlo, pensando erroneamente che ella fosse uno Zygon (uno degli alieni antagonisti del Dottore) con l'intento di smascherarlo; ma sposa effettivamente la regina (sempre nello stesso speciale).
Incontrando Madame de Pompadour, instaura con la donna un forte legame: lei lo bacia appassionatamente e in seguito è in grado di leggergli nella mente; il Dottore rimane subito colpito da lei, la donna alla fine si innamora di lui e anche se la cosa non è ben asserita, si presume che in parte anche lui la ricambiasse. Tuttavia, riesce a tornare a farle visita solo quando è già spirata.
Nello speciale natalizio Il viaggio dei dannati il Dottore fa amicizia con una donna di nome Astrid Peth (Kylie Minogue) che gli propone di diventare la sua nuova compagna di viaggio; il Dottore accetta la sua proposta e la donna lo bacia per ringraziarlo. Successivamente (nello stesso episodio) il Dottore bacerà di nuovo la donna per darle un addio finale.
In un altro episodio speciale, Il pianeta dei morti, il Dottore conosce l'affascinante ladra Lady Christina De Souza; i due superano insieme una pericolosa avventura, e alla fine di essa Christina bacia il Dottore, proponendogli di diventare la sua nuova compagna di viaggio; lui rifiuta ammettendo che preferisce restare da solo. Prima di dirsi addio Christina confessa al Dottore che è un peccato che non abbia voluto viaggiare con lei, perché a suo avviso sarebbero stati perfetti loro due insieme.
La prima compagna dell'Undicesimo Dottore, Amy Pond, in un momento di panico pre-matrimoniale tenta di sedurlo e lo bacia poco dopo averlo conosciuto. Il Dottore declina le sue avance aiutandola a superare il panico e la ragazza torna ad avere occhi solo per il suo promesso sposo, in seguito marito, Rory Williams.
Durante una visita alla Hollywood degli anni cinquanta, il Dottore si fidanza per errore con l'attrice Marilyn Monroe ma tranquillizza i suoi amici dicendo che «il matrimonio non era legalmente valido».
Nell'episodio La moglie del Dottore la coscienza del TARDIS viene trasferita nel corpo di una donna di nome Idris; quest'ultima bacia il Dottore.
Nel doppio episodio Le ombre assassine/Frammenti di memoria entra in scena il personaggio di River Song, che rivela di avere una parte importantissima nel futuro del Dottore. Quest'ultimo, che invece la incontra per la prima volta, inizia a fidarsi delle sue parole solo quando scopre che la donna conosce il suo vero nome. I due personaggi si incontrano diverse volte, sempre in ordine temporale sbagliato, e la donna fa intendere che tra loro, nel passato di lei e nel futuro di lui, è nata una relazione sentimentale. Il Dottore la sposa nell'episodio Il matrimonio di River Song.
Nello speciale natalizio del 2015 River ha rivelato che sia lei che il Dottore hanno sposato la regina Cleopatra.
La regina egizia Nefertiti (Dinosauri su un'astronave) mostra apertamente di provare una forte attrazione per il Dottore; cerca anche di sedurlo, ma l'uomo la tiene a distanza in quanto non ricambia la sua attrazione.
In un'occasione Clara, un'altra compagna di viaggio del Dottore, lo bacia (Pupazzi di neve); inoltre Clara a volte fraintende alcune frasi e comportamenti del Dottore che la fanno indurre a credere che lui voglia entrare in intimità con lei, ma il Dottore le fa capire subito che i suoi presupposti sono errati. Molte volte le persone confondono il Dottore per il fidanzato di Clara. La ragazza ha affermato che il Dottore è talmente egocentrico che pur amando una donna, non riuscirebbe mai a dirglielo. Il legame che il Signore del Tempo ha stretto con Clara, comunque, è così forte che alla fine ammette, in maniera indiretta, che iniziava ad autoconvincersi di essere il suo ragazzo.
Nell'episodio L'orrore cremisi il Dottore bacia Jenny, la moglie di Madame Vastra, come segno di gratitudine per averlo salvato, ma lei sentendosi offesa lo colpisce con uno schiaffo.
Nello speciale Il tempo del Dottore il Dottore bacia Tasha Lem, colei che è a capo della Chiesa, con la quale sembra avere un intimo rapporto di amicizia.
Missy, la versione femminile del Maestro, bacia appassionatamente il Dottore al loro primo incontro, nell'episodio Viaggio nell'aldilà.
Nell'episodio finale delle serie, The Power of the Doctor, il Dottore, prima che si separino, lascia sottintendere di provare qualcosa per Yasmin Khan, la quale, si sapeva già da prima, provava dei forti sentimenti verso il Dottore.
Infine, nell'ultimo speciale per il sessantesimo anniversario della serie, The giggle, durante il colloquio finale tra la quattordicesima incarnazione del Dottore e la quindicesima, le due si dicono a vicenda di aver amato Sarah Jane Smith, compagna del terzo e del quarto Dottore, poiché, ormai, era morta di vecchiaia.